# Samoa Americana
Samoa Americana o Samoa Estadounidense (en inglés: American Samoa; en samoano: Amerika Sāmoa o Sāmoa Amelika) es uno de los catorce territorios no incorporados de Estados Unidos. Es uno de los 17 territorios no autónomos bajo supervisión del Comité de Descolonización de la Organización de las Naciones Unidas. Está localizado al oeste de las Islas Cook, al norte de Tonga, a 500 km de Tokelau hacia el sur, y al este de las islas de Wallis y Futuna. Su capital y localidad más poblada es Pago Pago, en la isla de Tutuila.
Las islas forman parte del archipiélago de Samoa, al cual también pertenece el estado independiente de Samoa. La Samoa Americana es el territorio dependiente más austral de Estados Unidos y tiene una población cercana a los 60 000 habitantes. Sumada toda la superficie de las islas de unos 200 kilómetros cuadrados sería ligeramente mayor que el distrito de Columbia en Washington o que las Islas Marshall. En la actualidad es el último lugar en el mundo en recibir el Año Nuevo.

## Historia

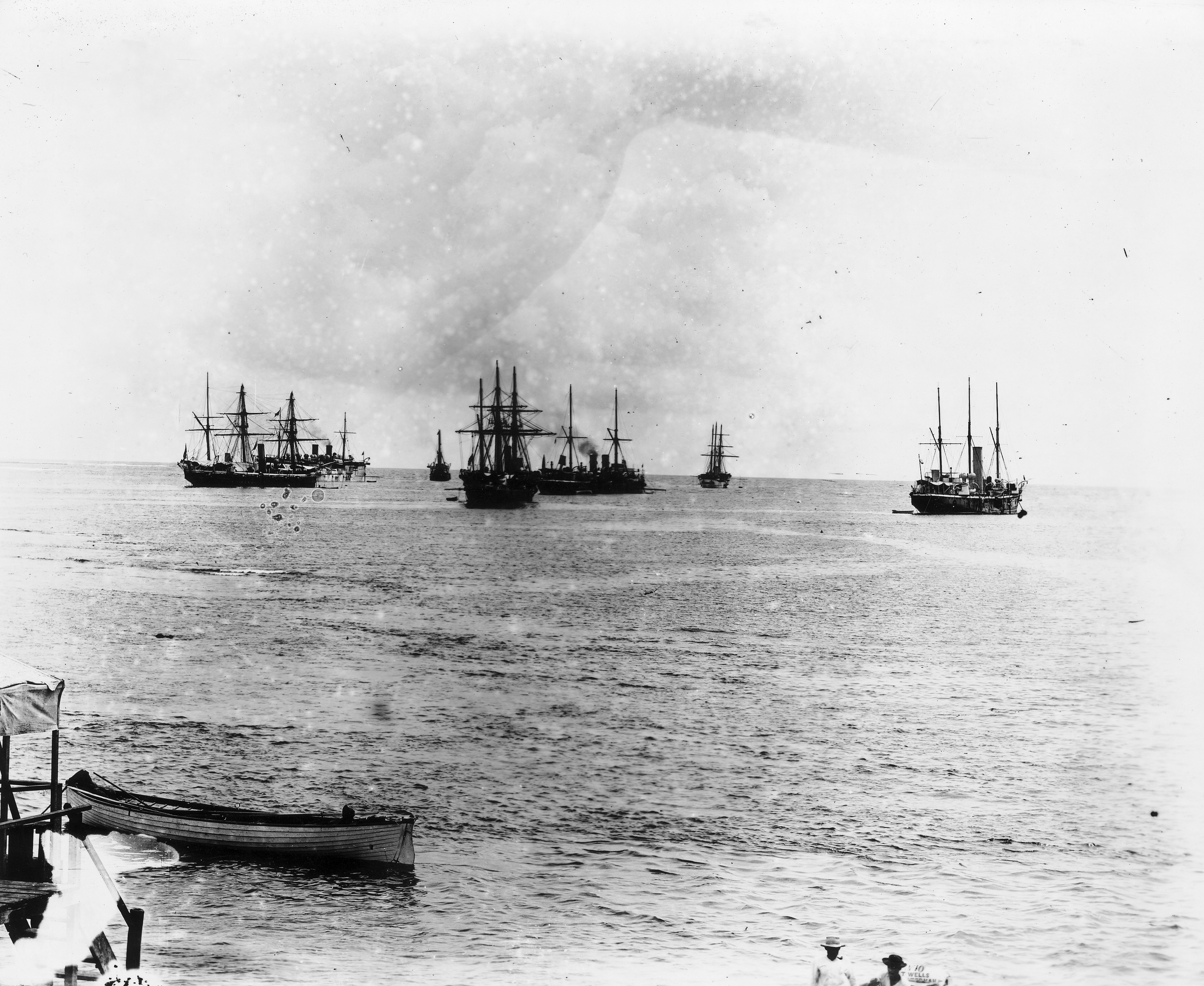
Barcos de guerra alemanes y estadounidenses en Samoa en 1899.

### Cultura Fa'a
Desde el siglo XI a. C., los Fa'a habitaron las islas hasta la llegada de los occidentales. Creían en una numerosa mitología, y que eran descendientes de los dioses que habitaron las islas en la antigüedad. Para los Fa'a lo más importante es cuidar de la familia. Las familias extensas eran gobernadas por un patriarca llamado matai. Las religiones irían desapareciendo al "unificar" los misioneros a todos los dioses en uno solo.

### Colonización europea
Samoa fue invadida por los exploradores europeos en el siglo XVIII. A los primeros occidentales que entraron en contacto con los samoanos se les atribuye una batalla en el siglo XVIII entre los exploradores franceses y los isleños en Tutuila. Los samoanos culparon a Occidente, dándoles una reputación de ferocidad. A principios del siglo XIX la llegada de misioneros rarotonganos a las islas de Samoa fue seguida por un grupo de misioneros occidentales dirigido por John Williams, congregacionalista de la Sociedad Misionera de Londres en la década de 1830, con lo que llegó oficialmente el cristianismo a Samoa. Menos de un centenar de años más tarde, la iglesia congregacionalista samoana se convirtió en la primera iglesia independiente indígena del Pacífico Sur.

### Dominio alemán y estadounidense
En marzo de 1889, una fuerza naval alemana invadió un pueblo de Samoa, y al hacerlo destruyeron algunos bienes de los Estados Unidos. Entonces, tres buques de guerra estadounidenses entraron en el puerto de Samoa y se prepararon para atacar a los tres buques de guerra alemanes que se encontraban allí. Sin embargo, antes de poder hacer uso de las armas, un tifón hundió tanto los barcos estadounidenses como los buques alemanes. Se declaró un armisticio obligatorio debido a la falta de buques de guerra.
Las rivalidades internacionales en la última mitad del siglo XIX se solucionaron mediante el tratado de 1899 en el que Alemania y los Estados Unidos dividieron el archipiélago samoano. Estados Unidos ocupó formalmente su porción —un grupo más pequeño de islas orientales con la conocida rada de Pago Pago— al año siguiente. Las islas occidentales son ahora el estado independiente de Samoa.

### SiglosXXyXXI
La armada estadounidense construyó una estación carbonera en la bahía de Pago Pago para la escuadra del Pacífico, nombró a un secretario local y aseguró un Documento de Cesión de Tutuila en 1900 y un Documento de Cesión de Manu'a en 1904. Durante la Segunda Guerra Mundial los infantes de marina estadounidenses en Samoa Americana, superiores a la población local, tuvieron una enorme influencia cultural.
Después de la Segunda Guerra Mundial, el intento del Departamento del Interior estadounidense en el Congreso por aprobar la Ley Orgánica 4500 para la incorporación de Samoa Americana, fue derrotado debido a los esfuerzos de los jefes samoanos estadounidenses liderados por Tuiasosopo Mariota, y estos esfuerzos llevaron a la creación de una cámara legislativa local, la Fono de Samoa Americana. Al tiempo que el gobernador naval era reemplazado por un gobernador elegido localmente. Aunque técnicamente considerada "no organizada", ya que el Congreso estadounidense no ha aprobado una Ley Orgánica para el territorio, Samoa Americana tiene gobierno propio bajo una constitución que se hizo efectiva el 1 de julio de 1967. El territorio estadounidense de Samoa Americana (American Samoa) está en la lista de territorios sin gobierno propio de las Naciones Unidas, un listado que es discutido por el país.
Debido a los problemas económicos, el servicio militar ha sido visto en Samoa como una oportunidad para muchos de sus habitantes. Sin embargo Samoa se ha convertido en el territorio estadounidense con mayor tasa de fallecidos en combate respecto a la población (con 10 fallecidos en Irak y 2 en Afganistán), lo cual ha levantado una fuerte discusión en el Congreso.
Recientemente han surgido propuestas, por su alto valor estratégico en la defensa de Estados Unidos, para que las tres islas que forman la Samoa Americana junto con las tres islas deshabitadas de Swains, Baker y la de Howland se incorporen a Estados Unidos como el estado 51.

## Política y Gobierno

### Poder Ejecutivo
Como un territorio no incorporado, la Ley de Ratificación de 1929 inviste todos los poderes civiles, judiciales y militares en el presidente de los Estados Unidos. El gobernador es el jefe de Estado y representa al poder ejecutivo. En las últimas elecciones celebradas en 2012, el gobernador de las islas es Lolo Matalasi Moliga, quien ocupa el cargo desde el 3 de enero de 2013.

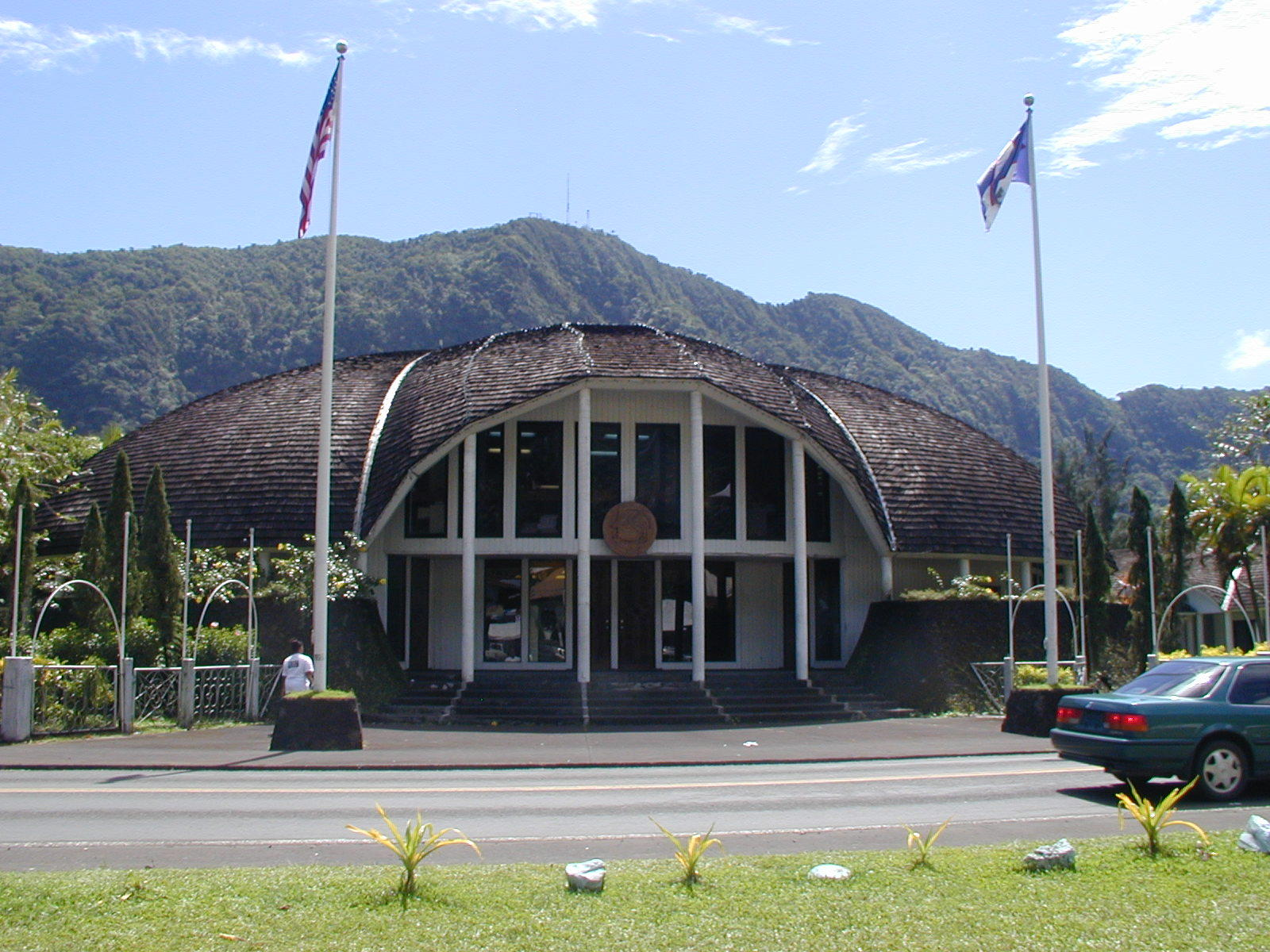
Edificio Legislativo de la Samoa Estadounidense

### Poder Legislativo
El poder legislativo está conformado por las dos cámaras de la Fono de Samoa Americana, esta es una asamblea legislativa bicameral formada por el Senado, cuyos 18 miembros son elegidos por 14 consejos de aldea a nivel de condado, y la Cámara de Representantes, que consta de 20 miembros elegidos por votación popular y un delegado de la isla de Swains sin derecho de voto.
Únicamente pueden ser senadores los matai (jefes), que son los dirigentes tradicionales de las aiga (familias extensas, las cuales llegan con ese nombre al tener más de quince miembros). El mandato de los senadores es de cuatro años y el de los miembros de la Cámara de Representantes, de dos años. El Fono puede aprobar leyes en relación con todos los asuntos locales, siempre que estas no sean contrarias a la legislación de los Estados Unidos vigente en el Territorio ni a los tratados o acuerdos internacionales suscritos por los Estados Unidos.

### Poder Judicial
Finalmente, el máximo representante del poder judicial es la Corte Suprema de Samoa Americana que consiste en un tribunal superior, cuyos magistrados y presidente son nombrados por el Secretario del Interior de los Estados Unidos, y además posee tribunales locales de distrito y municipales, cuyos jueces son nombrados por el gobernador y confirmados por el Fono. 

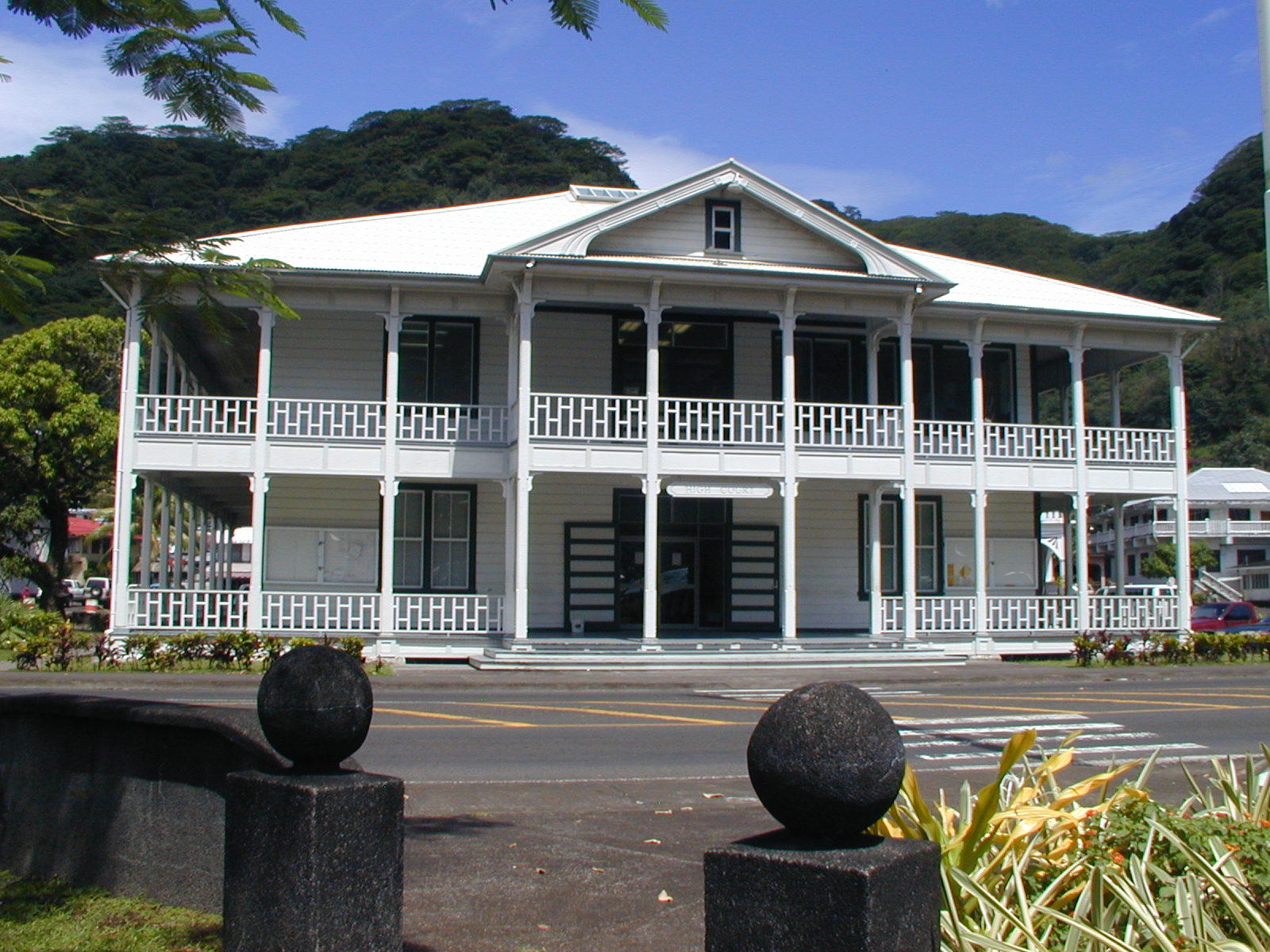
Corte Suprema de la Samoa Estadounidense

El Tribunal Superior está subdividido en las siguientes salas: apelación, primera instancia, asuntos relacionados con  tierras y propiedades, y asuntos relacionados con la familia, los estupefacientes y el alcohol. El Congreso de los Estados Unidos ha otorgado jurisdicción federal limitada al Tribunal Superior para que conozca de ciertas causas que implican cuestiones relacionadas con la legislación federal, como cuestiones de administración de la salud y la seguridad ocupacional y acciones judiciales relativas a hipotecas de buques. Los tribunales de distrito de los Estados Unidos, principalmente los tribunales federales de Hawái y Washington D. C., entienden en otros asuntos relativos a leyes federales que se originen en el Territorio. Dado que Samoa Americana no forma parte de ningún distrito ni circuito judicial federal de los Estados Unidos, no existen disposiciones legales para apelar las decisiones del Tribunal Superior ante un tribunal federal de distrito.

### Ciudadanía de Estados Unidos
A diferencia de otros territorios estadounidenses, las personas nacidas en Samoa Americana no son ciudadanos estadounidenses, a menos que uno de sus padres sea ciudadano estadounidense. Las personas nacidas en Samoa Americana son «nacionales de EE. UU.» (en inglés: U.S. nationals). Un caso de la corte federal de 2019 cuestionó esta situación. Esto les permite residir y trabajar en los Estados Unidos, pero limita algunos derechos como el voto y la capacidad de participar en política.
Según la Ley de Inmigración y Nacionalidad (INA), las personas nacidas en Samoa Americana -incluidos los nacidos en la isla Swains- son "nacionales pero no ciudadanos de Estados Unidos al nacer". Si un niño nace en cualquiera de estas islas de cualquier ciudadano estadounidense, entonces ese niño es considerado nacional y ciudadano de Estados Unidos al nacer. Todos los nacionales de Estados Unidos tienen derechos estatutarios a residir en todas las partes de Estados Unidos y pueden solicitar la ciudadanía por naturalización después de tres meses de residencia pagando una tasa, aprobando un examen de inglés y civismo y haciendo un juramento de ciudadanía.. Todos los nacionales de Estados Unidos tienen también derecho a trabajar en Estados Unidos, excepto en determinados empleos públicos que exigen específicamente la ciudadanía estadounidense.

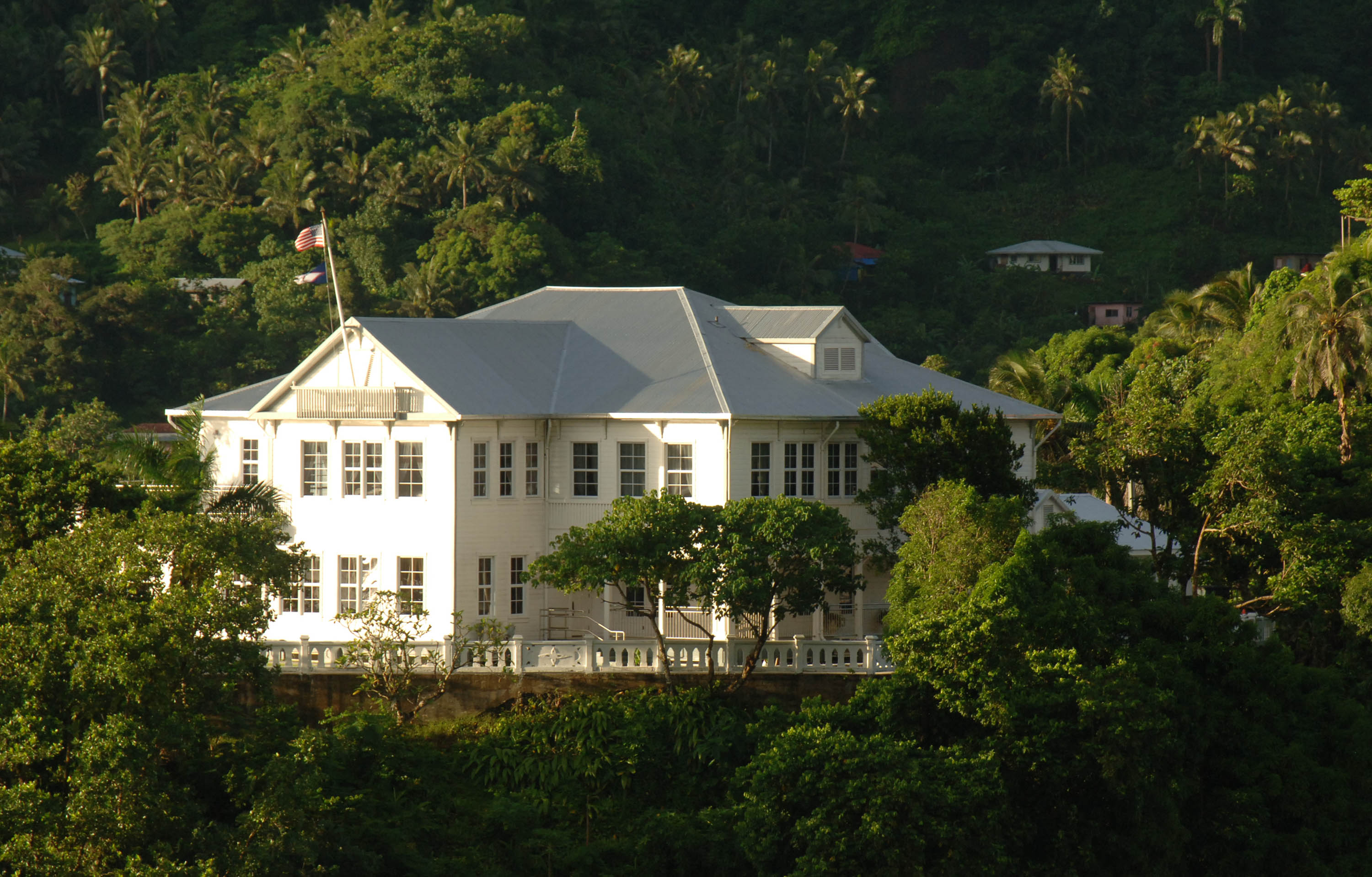
Mansión del Gobernador de la Samoa Estadounidense

En 2012, un grupo de samoanos estadounidenses demandó al gobierno federal para que reconociera la ciudadanía por derecho de nacimiento a los samoanos estadounidenses en el caso Tuaua contra Estados Unidos. En un informe amicus curiae presentado ante el tribunal federal, el congresista de Samoa Americana Faleomavaega apoyó la interpretación jurídica de que la Cláusula de Ciudadanía de la Decimocuarta Enmienda no extiende la ciudadanía por derecho de nacimiento a los ciudadanos estadounidenses nacidos en territorios no incorporados. En junio de 2015, el Tribunal de Apelaciones de Estados Unidos para el Distrito de Columbia afirmó que las garantías de ciudadanía de la Decimocuarta Enmienda no se aplicaban a las personas nacidas en territorios no incorporados y, un año después, el Tribunal Supremo de Estados Unidos se negó a revisar la decisión del tribunal inferior.
En diciembre de 2019, el juez de distrito de los Estados Unidos Clark Waddoups anuló la 8 U.S.C. § 1408 como facialmente inconstitucional, sosteniendo que "Las personas nacidas en Samoa Americana son ciudadanos de los Estados Unidos por la Cláusula de Ciudadanía de la Decimocuarta Enmienda" pero el Tribunal de Apelaciones de los Estados Unidos para el Décimo Circuito revocó la sentencia del tribunal de distrito y encontró que el estatuto era constitucional. El 20 de julio de 2021, la Asamblea Legislativa de Samoa Americana aprobó por unanimidad una resolución de apoyo a la decisión de revocación del Tribunal del Décimo Circuito.

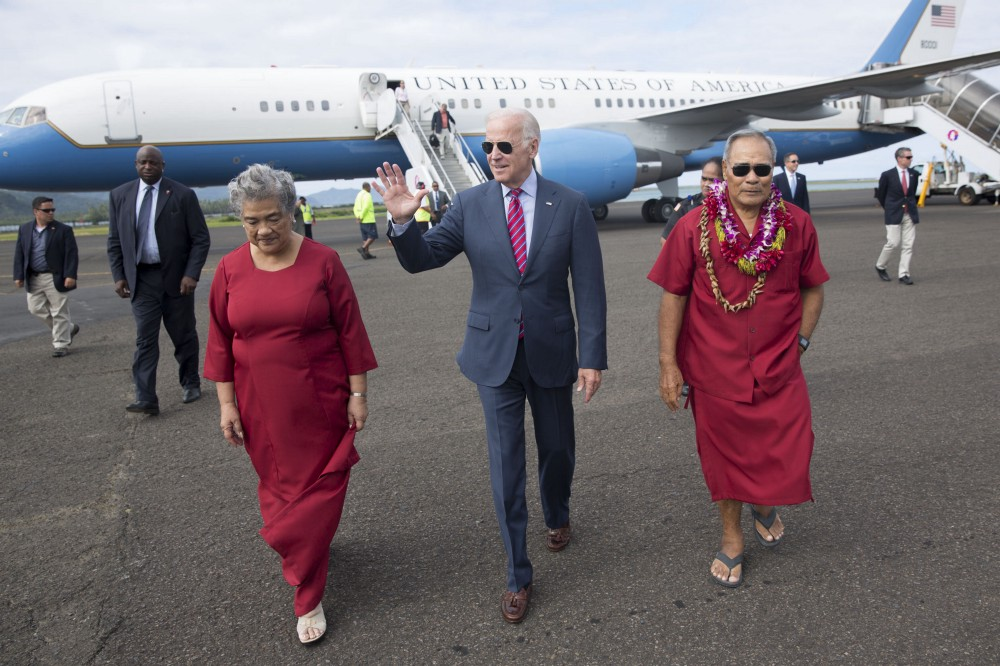
Visita de Joe Biden a la Samoa Americana en 2016

### Derecho al voto
Como ciudadanos estadounidenses, los samoanos americanos pueden votar en las elecciones locales del territorio; sin embargo, si viven en otras partes de Estados Unidos, no pueden votar en las elecciones federales, estatales o en la gran mayoría de las elecciones locales a menos que se conviertan en ciudadanos estadounidenses. El único cargo federal que los samoanos estadounidenses eligen directamente es un delegado sin derecho a voto en la Cámara de Representantes de Estados Unidos. Desde que se creó el cargo de delegado en 1978, tres personas han ocupado el escaño: El demócrata Fofō Iosefa Fiti Sunia (1981-1988); el demócrata Eni Faleomavaega (1989-2015); y el republicano Aumua Amata Radewagen (2015-) Los samoanos estadounidenses también participan en las primarias presidenciales partidistas, así como envían delegados a las convenciones nacionales demócrata y republicana.

### Elecciones
La Asamblea Legislativa de Samoa Americana o Fono tiene dos cámaras, la Cámara de Representantes y el Senado, que cuenta con un jefe de gobierno elegido directamente, el Gobernador de Samoa Americana.
La Cámara de Representantes tiene 21 miembros, todos elegidos por un mandato de dos años. Catorce de ellos proceden de distritos uninominales, seis de distritos con dos escaños y uno es elegido por asamblea pública en la isla de Swain. El Senado tiene 18 miembros, elegidos para un mandato de cuatro años por y entre los jefes de las islas. El Gobernador y su adjunto, el Vicegobernador, son elegidos para un mandato de cuatro años, con un límite de dos mandatos como gobernador.
Aunque las personas pueden afiliarse a partidos políticos, y de hecho lo hacen, las elecciones se celebran sin afiliación partidista, y los candidatos se presentan sin etiquetas de partido. El gobernador y el vicegobernador son elegidos en una candidatura compartida.
Como territorio de EE. UU., Samoa Americana también vota para enviar un delegado sin derecho a voto a la Cámara de Representantes de EE. UU., procedente del distrito electoral de Samoa Americana. El jefe de Estado oficial es el presidente de Estados Unidos. Aunque los samoanos americanos pueden votar en las primarias de los partidos, no pueden hacerlo en las elecciones presidenciales generales.
En 2020, la actual delegada a la Cámara de Representantes de los Estados Unidos, Amata Coleman Radewagen, ganó la reelección para un cuarto mandato con el 83,3 por ciento de los votos.
También en 2020, el vicegobernador Lemanu Peleti Mauga fue elegido gobernador, en sustitución del mandato limitado de Lolo Matalasi Moliga.
En 2018, fue derrotado un referéndum que pretendía enmendar la Constitución local y otorgar a la legislatura la autoridad para anular el veto del gobernador en lugar del Secretario del Interior de Estados Unidos, como ocurre ahora.

### Inmigración

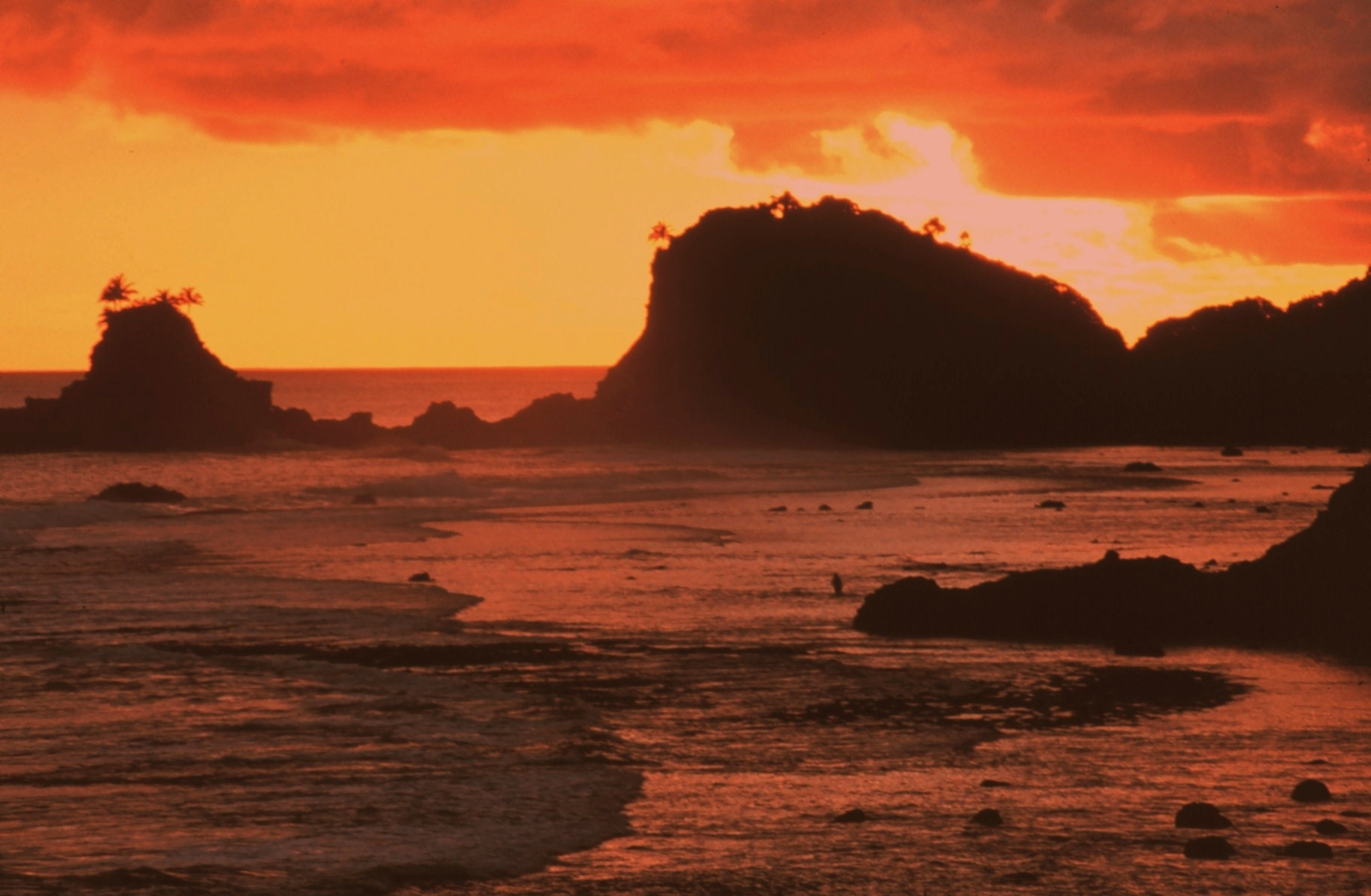
Bahía de Fagatele

La Samoa Estadounidense es el único territorio de EE. UU. que tiene su propia ley de inmigración, distinta de las leyes que se aplican en otras partes de EE. UU.. Los ciudadanos estadounidenses pueden residir libremente en la Samoa Americana.. El Gobierno de Samoa Americana, a través de su Oficina de Inmigración, controla la migración de extranjeros a las islas. Existen formularios de solicitud especiales para la migración a Samoa Americana basada en el patrocinio familiar o laboral.

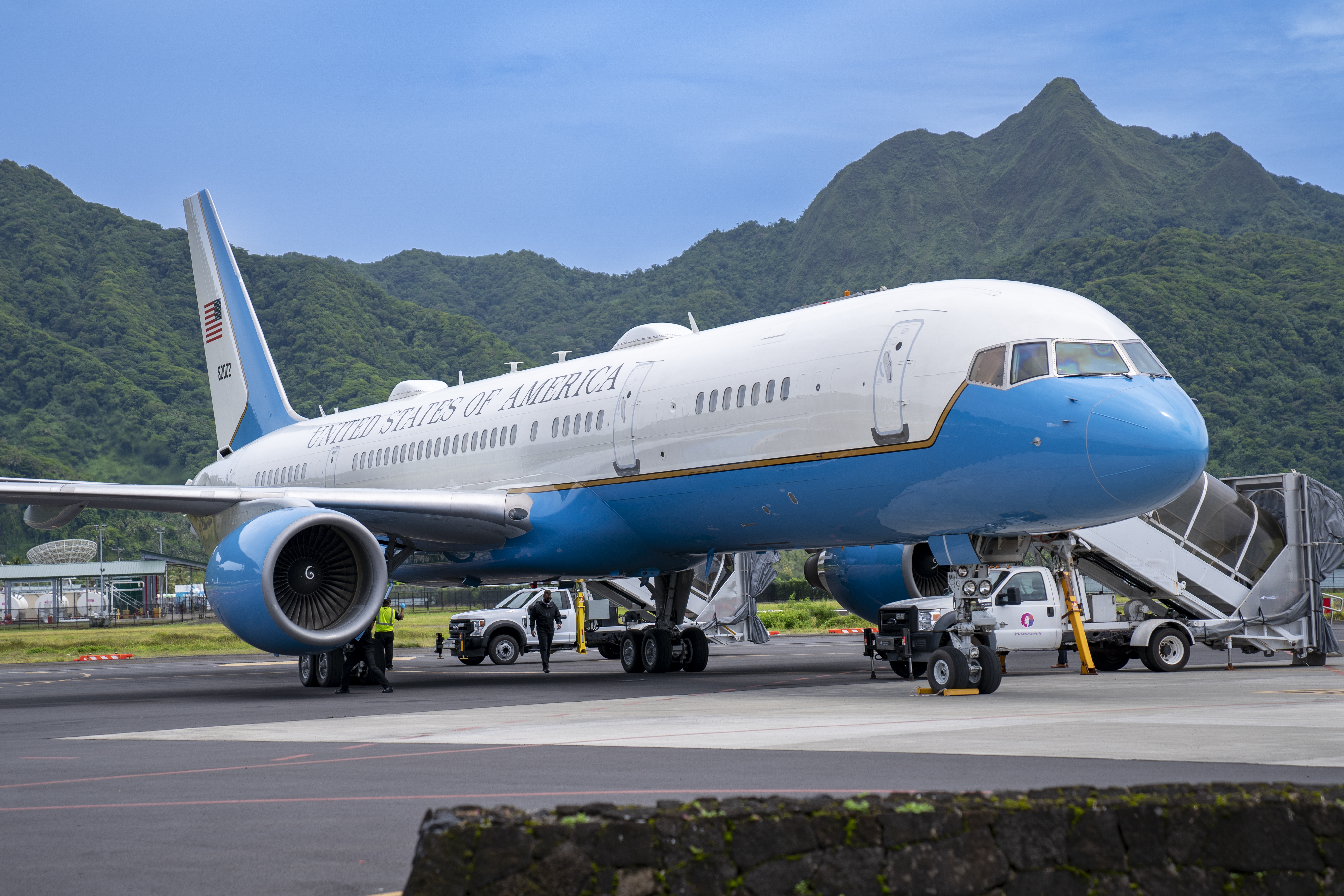
El avión del secretario de Estado estadounidense Antony Blinken en Pago Pago

A diferencia de todas las demás jurisdicciones estadounidenses habitadas permanentemente (estados, Distrito de Columbia, Puerto Rico, Islas Vírgenes, Guam e Islas Marianas del Norte), Samoa Americana no se considera un estado estadounidense a efectos de la Ley de Inmigración y Nacionalidad de EE. UU. Por consiguiente, los inmigrantes en Samoa Americana no pueden solicitar la ciudadanía estadounidense ni la nacionalidad estadounidense en absoluto sin un permiso de residencia. Además, se puede considerar que los extranjeros que tienen residencia permanente legal en los Estados Unidos la han abandonado si se han trasladado a vivir a Samoa Americana, y el tiempo pasado allí no cuenta en el período requerido de presencia en los EE. UU. para la naturalización.
Los nacionales de EE. UU. sin ciudadanía estadounidense (el estatus de la mayoría de los samoanos americanos) tienen derecho a residir en todas las partes de EE. UU. sin restricciones de inmigración. También tienen los mismos derechos que los residentes permanentes legales a patrocinar a familiares extranjeros para que inmigren a Estados Unidos (pueden patrocinar a cónyuges e hijos solteros), pero no los mismos derechos que los ciudadanos estadounidenses (que también pueden patrocinar a padres, hijos casados y hermanos).

### Propiedad de la tierra
Según la legislación de Samoa Americana, la propiedad de la tierra está sujeta a restricciones raciales. Desde 1900, existen tres categorías principales de propiedad de la tierra: nativa, individual y de dominio absoluto. La tierra nativa, que constituye más del 90% de toda la tierra del territorio, es la tierra bajo la propiedad comunal de un ʻaiga, en contraposición a la propiedad privada de un individuo. Las tierras de dominio absoluto, que constituyen sólo alrededor del 2% del total, son tierras que se concedieron a extranjeros antes de que EE. UU. tomara posesión del territorio en 1900 y cuyos propietarios no han optado por volver a la condición de tierras nativas o individuales.
El Código de Samoa Americana (Anotado) prohíbe la transferencia de la propiedad (ya sea por venta o de otro modo) de cualquier tierra que no sea de dominio absoluto a cualquier persona que tenga menos de la mitad de sangre nativa de Samoa, que en este contexto incluye tanto Samoa Americana como Samoa Occidental. Además, está prohibido transferir la propiedad de cualquier tierra nativa (comunal) a cualquier persona que no sea un nativo de Samoa de pura sangre: esto incluye a cualquier persona que tenga cualquier tipo de sangre no nativa, incluso si son más de la mitad nativos de Samoa.

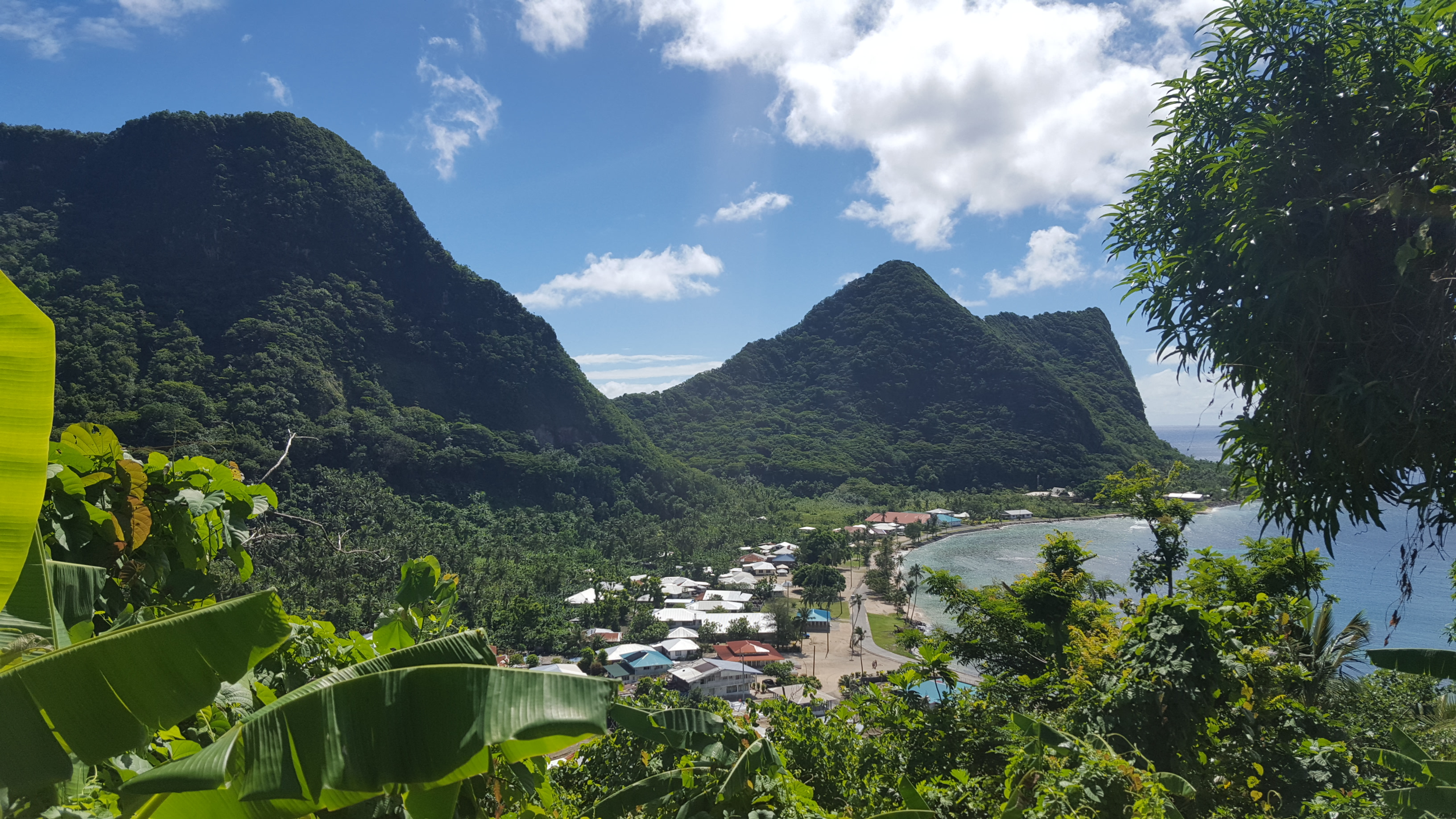
Costa de Samoa Americana en Vatia

En Craddick v. Territorial Registrar, 1 Am. Samoa 2d. 10, 14 (1980), la División de Apelaciones del Tribunal Superior de Samoa Americana sostuvo que, si bien estas leyes creaban una clasificación basada en la raza, no violaban las garantías de igual protección y debido proceso contenidas en la Constitución de los Estados Unidos y en la Constitución Revisada de Samoa Americana. Dada la importancia crucial de la propiedad de la tierra y la estructura de propiedad comunal para la cultura de Samoa Americana, y el interés vital y demostrado del Gobierno de Samoa Americana en preservar la tierra y la cultura samoanas, el Tribunal consideró que las leyes en cuestión perseguían un fin adecuado y no discriminatorio y, al ser necesarias para alcanzar ese fin, estaban suficientemente justificadas y eran, por tanto, constitucionales.

### Defensa
La Defensa del territorio es una responsabilidad del Gobierno federal de los Estados Unidos.

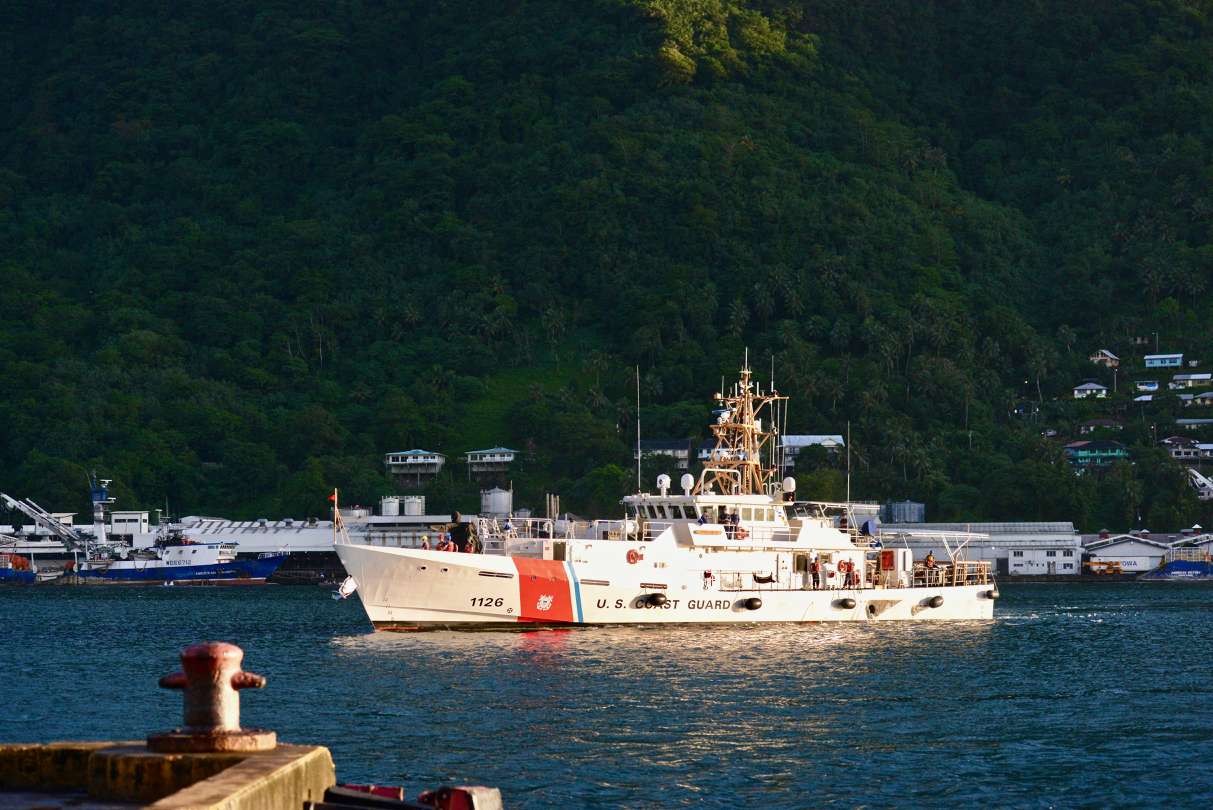
Buque de la Guardia Costera de Estados Unidos en la Samoa Americana

Sólo hay unos pocos empleados federales en Samoa Americana y poco personal militar en servicio activo, excepto miembros de la Guardia Costera de EE. UU., reclutadores militares y algún personal de apoyo a tiempo completo en la unidad de Reserva del Ejército de Pele que mantiene las instalaciones y proporciona apoyo de cuadros, formación y logística. El Centro de Reserva del Ejército de Pele se encuentra en Tafuna, y una estación de reclutamiento del Ejército de los Estados Unidos y del Cuerpo de Marines de los Estados Unidos se encuentra en Nuʻuuli.
Hay seis unidades de la Reserva del Ejército en Pele:
- Compañía Bravo, 100.º Batallón, 442.º de Infantería
- Compañía Charlie, 100.º Batallón, 442.º de Infantería
- 411.ª Compañía de Apoyo Avanzado (Ingenieros)
- Destacamento del Grupo de Apoyo Teatral USAR Samoa Americana
- 1.º pelotón de evacuación/Mortuorio, 2.º pelotón, 962.ª compañía de Intendencia
- 127.º Destacamento de Capellanes

## Geografía

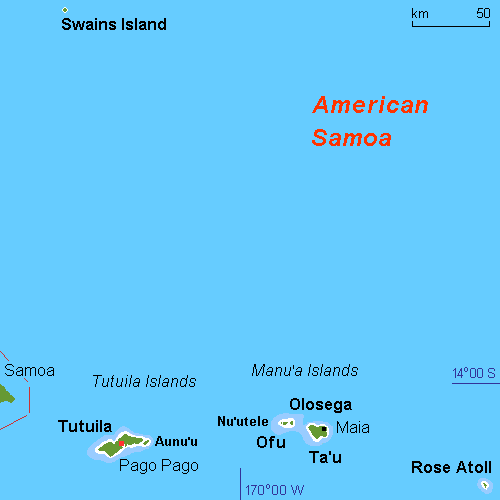
Mapa de la Samoa Americana

El territorio de Samoa Americana consiste en cinco islas volcánicas muy montañosas y dos atolones de coral. Tiene una superficie total de 199 km². lo que la hace ligeramente más grande que la Isla de Aruba en el Caribe o  Liechtenstein en Europa. La isla más grande es la de Tutuila, con 141,81 km², incluida la isla Aunu'u, situada al sudeste de Tutuila, que tiene un área de 1,517 km². Más al este se encuentra el grupo de las islas Manu'a (56,6 km²), que comprende Ofu, Olosega y Ta'u. Los dos atolones son el de Rose y la isla Swains, aunque geográficamente no pertenece al archipiélago de Samoa sino al de Tokelau. Debido a su posición en el Pacífico Sur con frecuencia es golpeado por tifones entre diciembre y marzo. El atolón Rose (Rose Atoll), es el punto más meridional en el territorio de los Estados Unidos.
En 1988, el Congreso de los Estados Unidos creó el parque nacional de Samoa Americana para proteger la flora y fauna locales.

### Clima

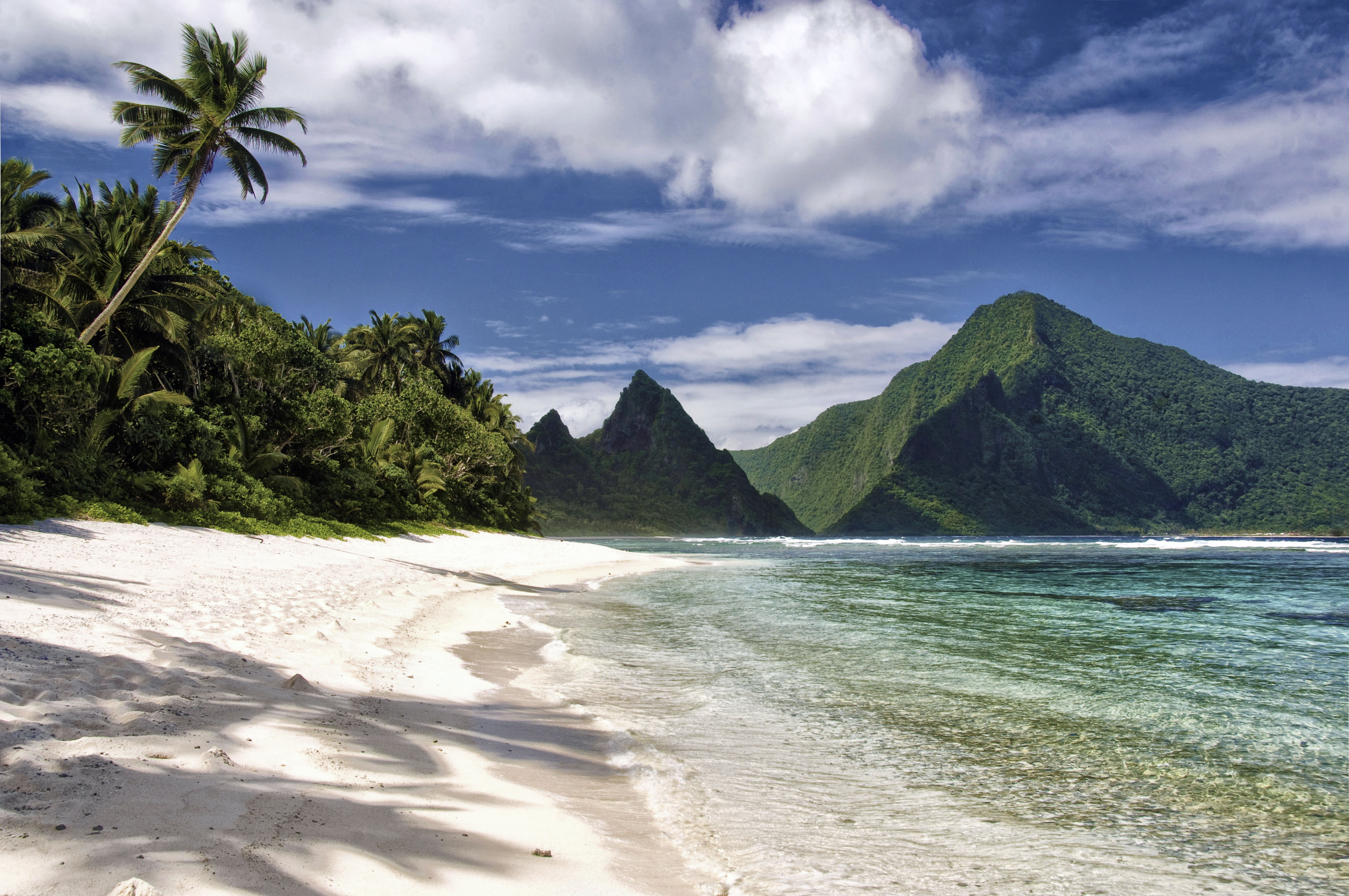
Playa de Ofu en la isla homónima en las islas Manu'a de Samoa Americana (Parque nacional de Samoa Americana)

Samoa Americana tiene un clima tropical durante todo el año con dos estaciones bien diferenciadas, la estación húmeda y la seca. La estación húmeda suele ser entre diciembre y marzo y la seca de abril a septiembre, con una temperatura media diaria de alrededor de 27-28 °C (81-83 °F) durante todo el año.
El clima es cálido, tropical y húmedo, con un promedio de alrededor de 80 °F (26,7 °C), con una variación de unos 15 °F (8,3 °C) durante el año. El invierno del hemisferio sur, de junio a septiembre, es la época más fría del año. Los meses de verano de diciembre a marzo traen temperaturas más cálidas, mientras que los meses de abril a noviembre se consideran la temporada de lluvias. A lo largo del año, sin embargo, la lluvia sigue a las nubes arrastradas por los vientos alisios que se levantan desde el este casi a diario. Las montañas de la zona de Pago Pago, que se erigen de forma protectora sobre el puerto de Pago Pago, atrapan estas nubes, trayendo un promedio de 500 mm de lluvia al año.
El cambio climático en Samoa Americana engloba los efectos del cambio climático, atribuidos al aumento del dióxido de carbono atmosférico provocado por el hombre, en el territorio estadounidense de Samoa Americana. La Agencia de Protección Medioambiental de Samoa Americana (ASEPA) señala que el territorio "tiene un ecosistema frágil" que se ve "directa e inmediatamente afectado por el cambio climático global".

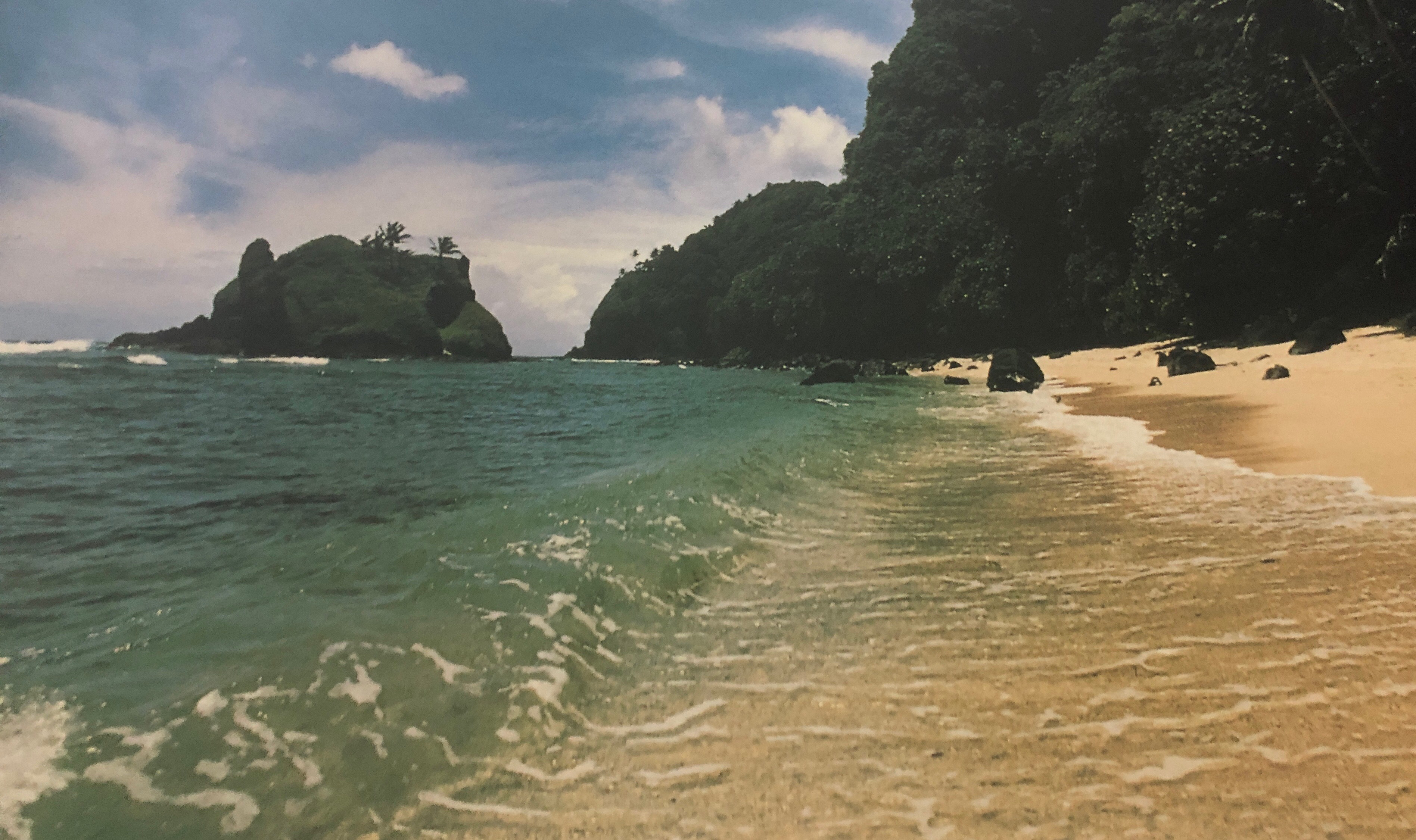
Vista de la Isla de Tutuila entre Poloa y Amanave

La Iniciativa para la Medición de los Derechos Humanos considera que la crisis climática ha empeorado ligeramente las condiciones de los derechos humanos en Samoa Americana (2,3 sobre 6). Los expertos en derechos humanos afirmaron que la crisis climática ha afectado a las costas, a los pescadores y a la disponibilidad de recursos, y que sólo un pequeño grupo de personas es capaz de relacionar la crisis climática con las condiciones existentes en materia de derechos humanos.
Debido a la concentración costera de la población, es probable que la subida del nivel del mar destruya propiedades y desplace a los residentes. "Este aumento del nivel del mar significa que cualquier cosa que haga que las olas del océano lleguen más tierra adentro (como una marea viva o un ciclón tropical) provocará más inundaciones que cuando el nivel del mar era más bajo. Por ejemplo, un tsunami mortal azotó Samoa Americana en 2009 y, debido a la subida del nivel del mar a largo plazo durante el último siglo, causó más daños de los que habría causado si el nivel del mar no hubiera subido". Los acuíferos de agua dulce de los que se extrae el suministro de agua local están igualmente amenazados por la intrusión de agua de mar debido a la subida del nivel del mar.

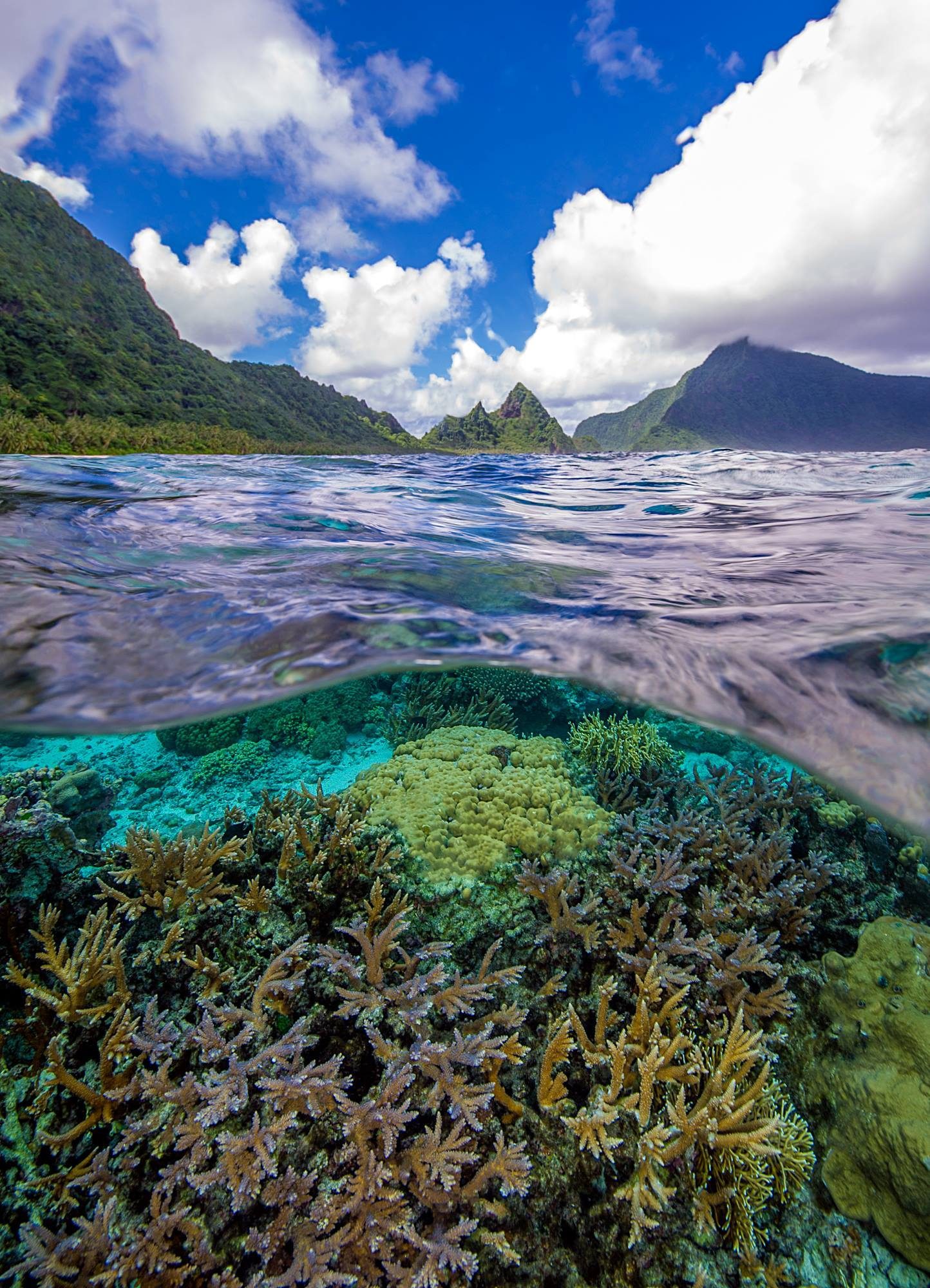
Arrecife en el Parque nacional de la Samoa Americana

Se ha señalado además que el cambio climático "calienta las aguas cercanas a la costa, lo que provoca el blanqueamiento y/o la muerte de los corales", y que el blanqueamiento en aguas cálidas se producía anualmente a mediados de la década de 2010, con "importantes episodios de blanqueamiento en 1994, 2002 y 2003". ASEPA señala asimismo que "el cambio climático pone en peligro la supervivencia de nuestros arrecifes de coral", que ayudan a proteger la isla de los huracanes y sustentan la pesca local.
En 2017, el NPS predijo un posible aumento de las enfermedades transmitidas por mosquitos, como el dengue, en las regiones tropicales, incluida Samoa Americana, debido al calentamiento global, que "parece estar desencadenando una serie de epidemias de enfermedades en todo el mundo, con la participación de una diversidad de patógenos (virus, bacterias, hongos, parásitos) y una amplia gama de huéspedes", según el NPS.

### Geología
La geología de Samoa Americana forma parte de la geología más amplia de la cadena de islas de Samoa.
Excepto el atolón Rose, las islas de la cadena son geológicamente jóvenes, ya que se formaron en los últimos millones de años, probablemente en el Plioceno o el Cuaternario. La cartografía preliminar se realizó en las décadas de 1940 y 1950, con un paréntesis hasta la década de 1980. Situada cerca del margen suroccidental de la placa del Pacífico, Samoa Americana presenta altas montañas volcánicas y bancos de arrecifes sumergidos. A lo largo de la cadena insular, las islas se hacen más grandes hacia el oeste, con el erosionado atolón Rose en el este.

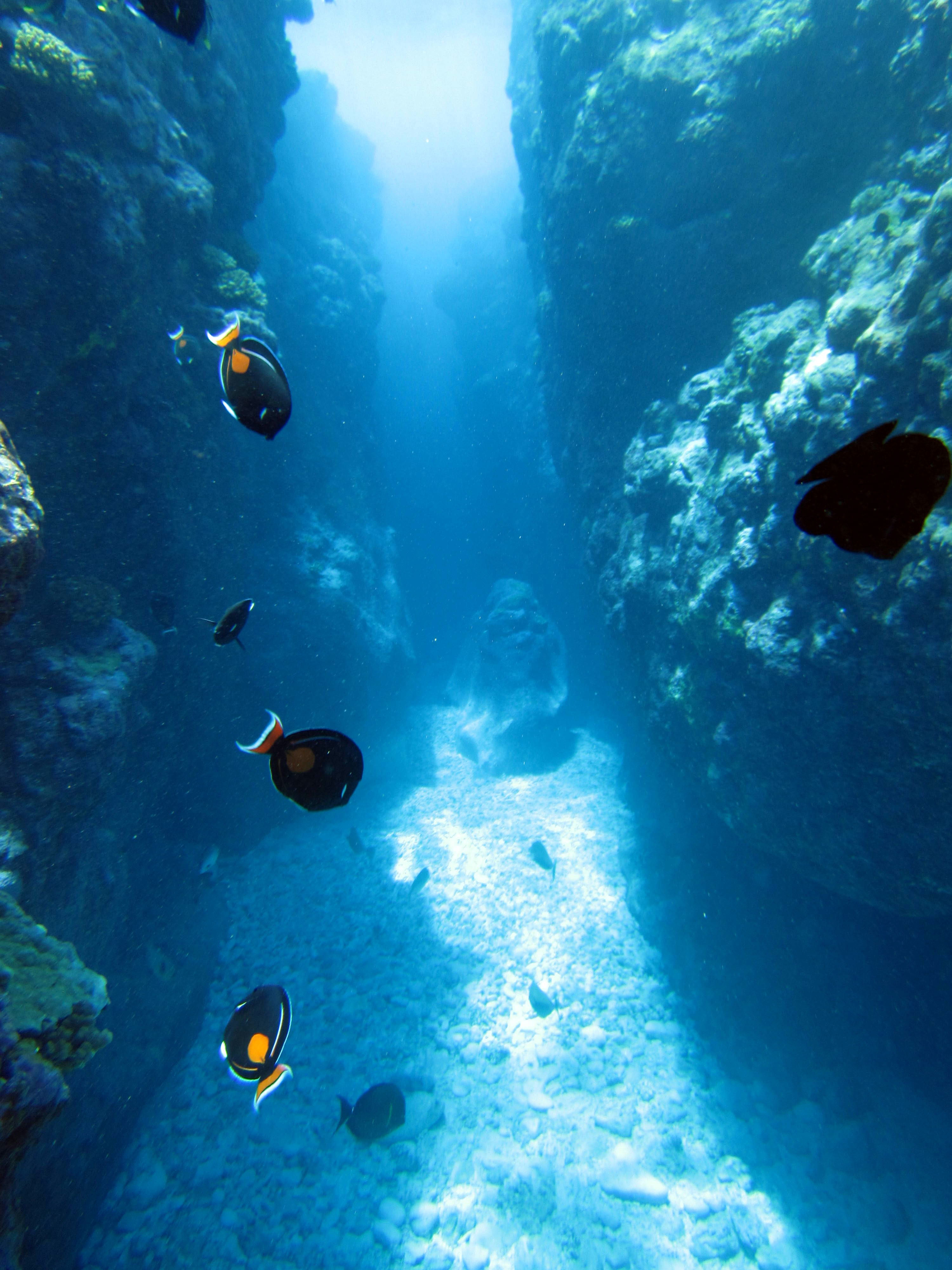
Peces de la especie cirujano encendido (Acanthurus achilles) en el Atolón Rose, Samoa Estadounidense

Se deduce que la cadena de islas está relacionada con el vulcanismo de punto caliente, con basalto alcalino en lugar de una serie magmática toleítica. En Tutuila, la toba y los flujos de lava dominan la mayor parte de la superficie.
se han realizado numerosos estudios sobre la geología del archipiélago de Samoa, especialmente de Tutuila, donde se realizaron trabajos detallados. Tutuila fue construida por cinco volcanes a lo largo de dos y posiblemente tres grietas paralelas con una orientación N. 70° E. Se ha registrado una caldera de 10 km de diámetro, formada por el colapso de la cima del volcán Pago, y se ha cartografiado la falla que la delimita. La bahía de Pago Pago es un valle fluvial ahogado cortado por un arroyo a lo largo de la base curva de la pared de la caldera. 
Una gruesa serie de tobas y lavas diferenciadas rellenaba parcialmente la caldera. Varios domos bulbosos de traquita en estado muy viscoso hacían presión a través de estas tobas hacia la superficie. Una de ellos arrastró consigo hacia arriba durante cientos de metros una gruesa sección de basaltos. Se han registrado unos 600 diques y 40 fallas. Varios de los diques son inusuales; dos contienen xenolitos de dunita orientados, y uno contiene ceniza estratificada. Los sondeos demuestran que los arrecifes de Tutuila están formados principalmente por arena calcárea y limo, y no por colonias de coral.
Upolu es una masa de lavas del Plioceno profundamente erosionada, rodeada por una barrera de coral ahogada y parcialmente enterrada por lavas de finales del Pleistoceno y recientes. Upolu se sumergió tan rápidamente a finales del Pleistoceno que sólo crecieron estrechos e interrumpidos arrecifes periféricos en las escarpadas costas de las rocas del Plioceno, mientras que en las suaves laderas de las lavas planas del Pleistoceno se desarrolló una amplia barrera de coral. La ausencia de un arrecife continuo en Tutuila también se debe a la rápida sumersión. El resto de las islas han sido objeto de breves observaciones. Las historias geológicas de las distintas islas del grupo son similares.

### Fauna

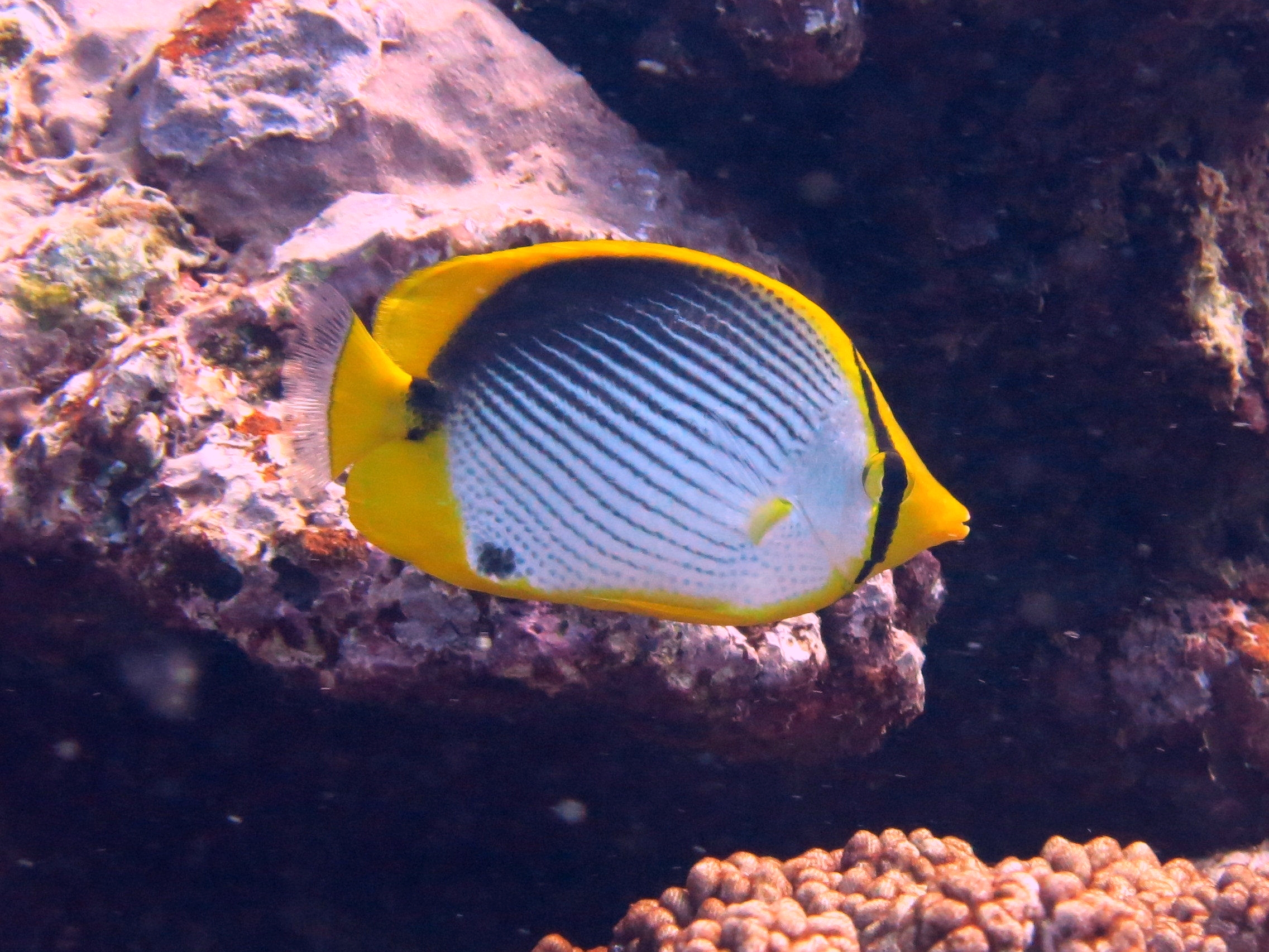
Pez mariposa de manchas negras (Chaetodon melannotus) en la Samoa Estadounidense

Entre las especies terrestres destacan la boa arborícola del Pacífico y el zorro volador de Samoa, que tiene una envergadura de un metro. En Samoa Americana se pueden encontrar dos especies de serpientes: La serpiente ciega Brahminy se encuentra en Tutuila, mientras que la boa arbórea del Pacífico se da en Taʻū. Las islas albergan cinco especies de gecos: Geco de dedos finos del Pacífico, Geco oceánico, Geco de luto, Geco de dedos tocón y Geco doméstico.
Entre las tortugas se encuentran la tortuga verde, en peligro de extinción, y la tortuga carey, en peligro de extinción. La tortuga carey suele anidar en las playas de Tutuila, mientras que la tortuga verde es más común en el atolón Rose. Tutuila tiene el mayor número de tortugas anidadoras, unas cincuenta hembras al año.
Samoa Americana alberga una especie de anfibio: el sapo de caña. Los biólogos estiman que hay más de dos millones de sapos en Tutuila.
Se han registrado 915 especies de peces cercanos a la costa en Samoa Americana, en comparación con sólo 460 especies de peces cercanos a la costa en Hawái[188]: 20 Con más de 950 especies de peces autóctonos y 250 especies de coral, Samoa Americana cuenta con la mayor biodiversidad marina de cualquier territorio de Estados Unidos.

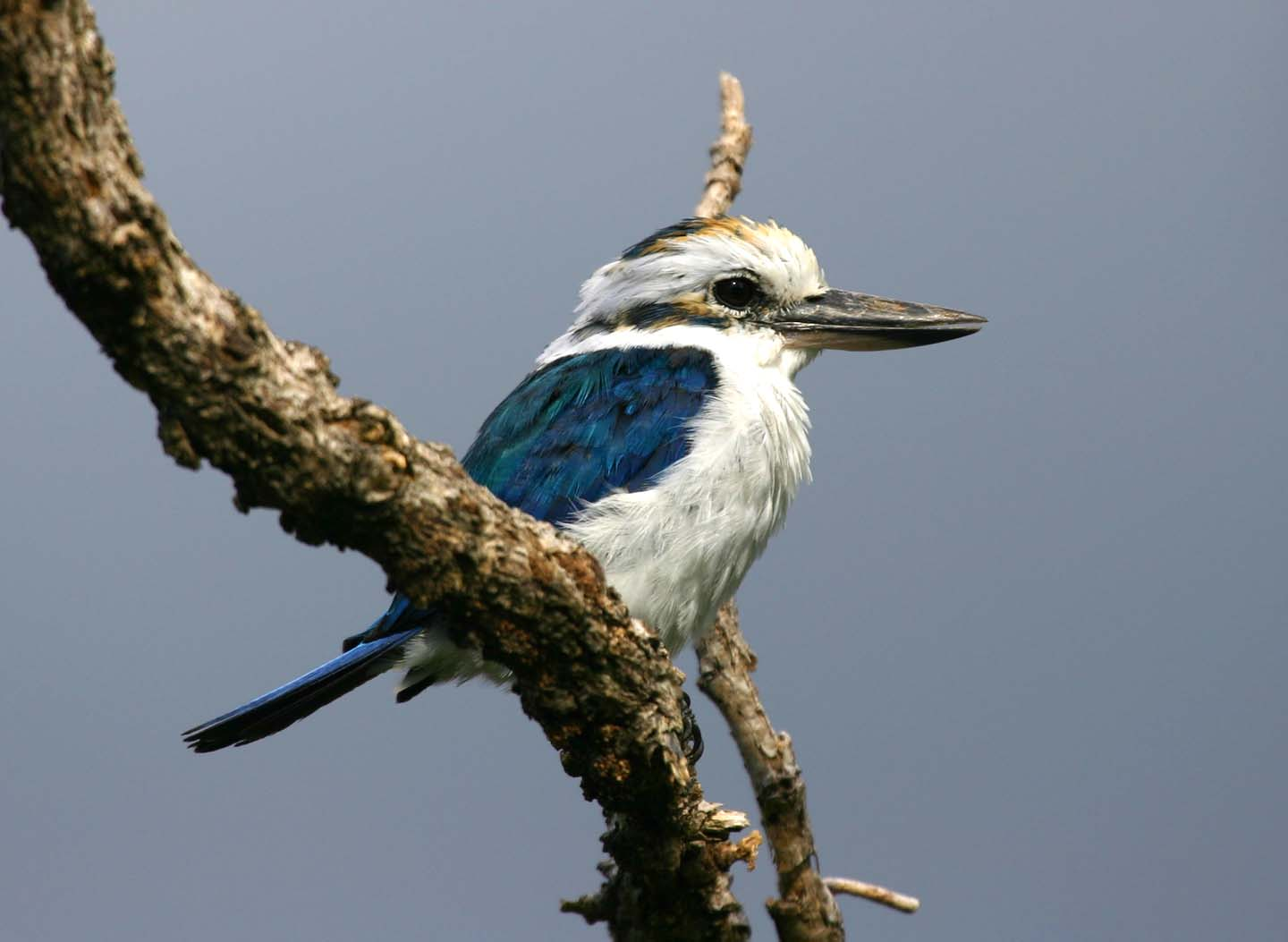
Un Alción Acollarado (Todiramphus chloris))

Los megamurciélagos (Pteropodidae) son el único mamífero autóctono de Samoa Americana. Las islas albergan dos especies de murciélagos frugívoros: El zorro volador del Pacífico y el zorro volador de Samoa. Otra especie es el murciélago de cola envainada, un murciélago más pequeño que se alimenta de insectos. En 1992, el Gobierno de Samoa Americana prohibió la caza de murciélagos frugívoros para ayudar a la recuperación de sus poblaciones. El zorro volador de Samoa sólo se encuentra en Fiyi y las islas Samoa.
De 1995 a 2000, la población de zorro volador de Samoa se mantuvo estable en unos 900 animales en Tutuila, y 100 en las Islas Manuʻa. En el año 2000, los científicos del Departamento de Recursos Marinos y de Vida Silvestre de Samoa Americana estimaron que hay menos de 5.500 zorros voladores del Pacífico en Samoa Americana, y un estimado de 900 o menos zorros voladores de Samoa: 1El mejor y mayor dormidero conocido en la isla de Tutuila para el murciélago de cola de vaina se encuentra en la ensenada de Anapeʻape, cerca de Āfono.
El valle de Amalau, en la costa norte de Tutuila, ofrece excelentes vistas desde la carretera de muchas especies de aves y de ambas especies de murciélagos frugívoros: El valle ha sido calificado como una zona privilegiada para la observación de aves y murciélagos.

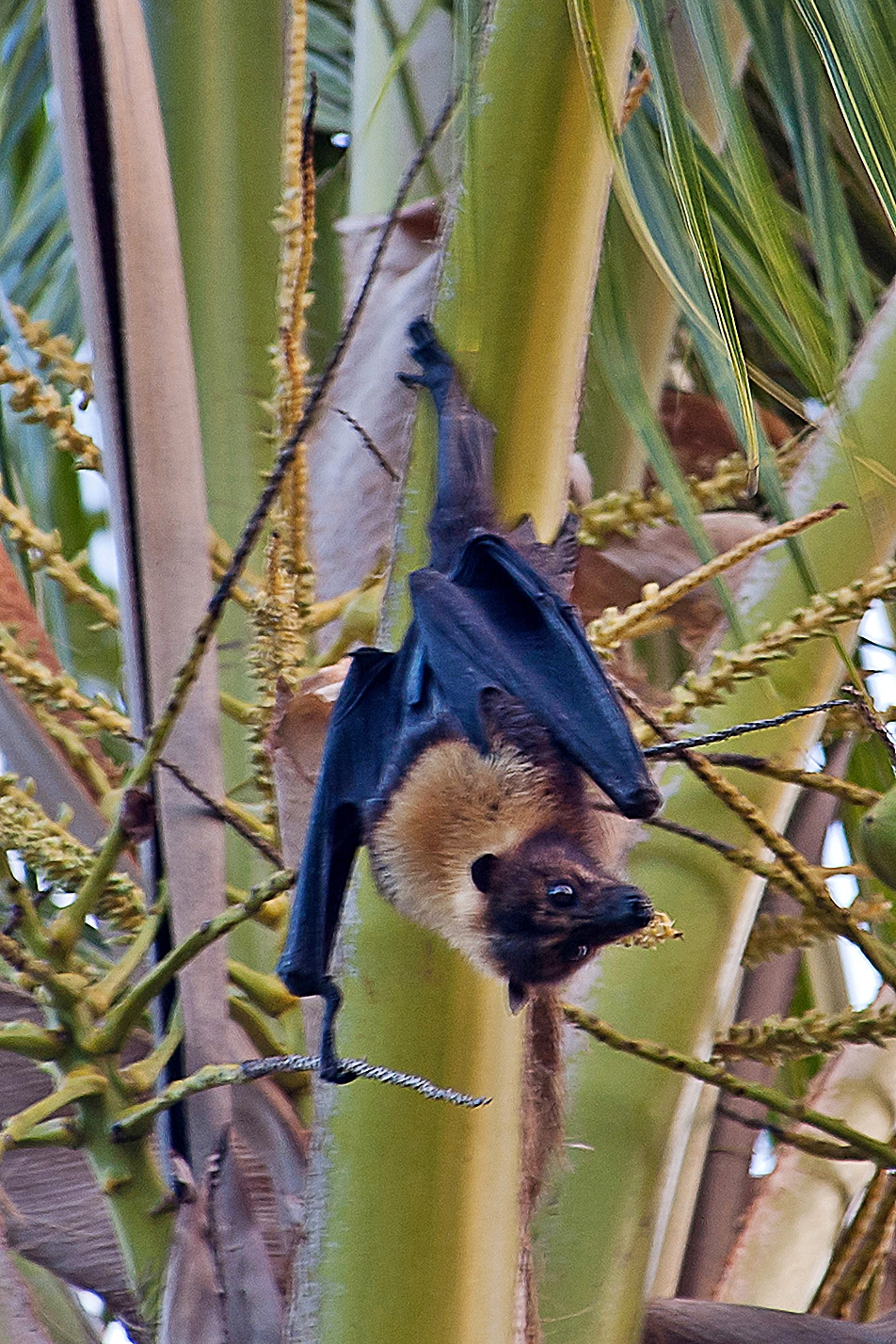
El Zorro volador de Samoa (Pteropus samoensis) es un murciélago común en el archipiélago de Samoa

Dieciséis de las 34 especies de aves de las islas Samoa no se encuentran en ningún otro lugar del planeta. Cuatro especies de aves sólo se encuentran en las islas Manuʻa y no en Tutuila. Entre ellas se encuentra el único loro de Samoa Americana, el Lori de corona azul. Otras aves especiales de Manuʻa son el alcaudón chico y la simpática paloma de tierra. El cangrejo sin mancha sólo se ha observado en la isla de Taū.
Hay más especies de aves que de reptiles, mamíferos y anfibios juntos. Entre las aves terrestres autóctonas destacan dos meleros: el melero cardenal y el melero carunculado. El melero cardenal sólo se da en la isla de Tutuila. La única ave terrestre endémica de Samoa Americana es el estornino samoano. Cuatro palomas son nativas de Samoa Americana: La paloma imperial del Pacífico, la paloma frutera multicolor, la paloma frutera de cabeza blanca y la tímida paloma de tierra. El gobierno local prohibió la caza de palomas en 1992.
La paloma frutera multicolor es una de las aves más raras que anidan en Tutuila. Estudios realizados en la década de 1980 estimaron que su población en Tutuila era de sólo unas 80 aves. El valle de Amalau ha sido descrito como el mejor lugar de Samoa Americana para observar la paloma de la fruta multicolor.
El islote marino de la isla de Pola, cerca de Vatia, es un lugar de anidación para muchas especies de aves marinas y una excelente zona para observar aves marinas. La región de Pola en Vatia y el atolón Rose son los únicos lugares de Samoa Americana donde hay colonias de cría de piqueros de patas rojas.
Entre las aves que dependen de hábitats de agua dulce se encuentran la garza de arrecife del Pacífico y el pato negro del Pacífico, la única especie de pato de las islas Samoa. Las mayores zonas húmedas son las lagunas pala de Nuʻuuli y Leone, así como el lago Pala de la isla Aunuʻu.

### Organización territorial
La Samoa Estadounidense está dividida administrativamente en tres distritos -Occidental, Oriental y Manuʻa- ( Western, Eastern & Manuʻa ) y dos atolones "no organizados", la isla Swains y el deshabitado atolón Rose. Los distritos se subdividen en condados y pueblos. Pago Pago, a menudo citada como la capital de Samoa Americana, es una de las aldeas más grandes y está situada en la parte central de la isla de Tutuila, en el condado de Maʻoputasi.
Cada distrito es administrado por un gobernador de distrito que es nombrado por el gobernador territorial. Para ser nombrado gobernador de distrito es necesario poseer el título de Matai en el distrito.

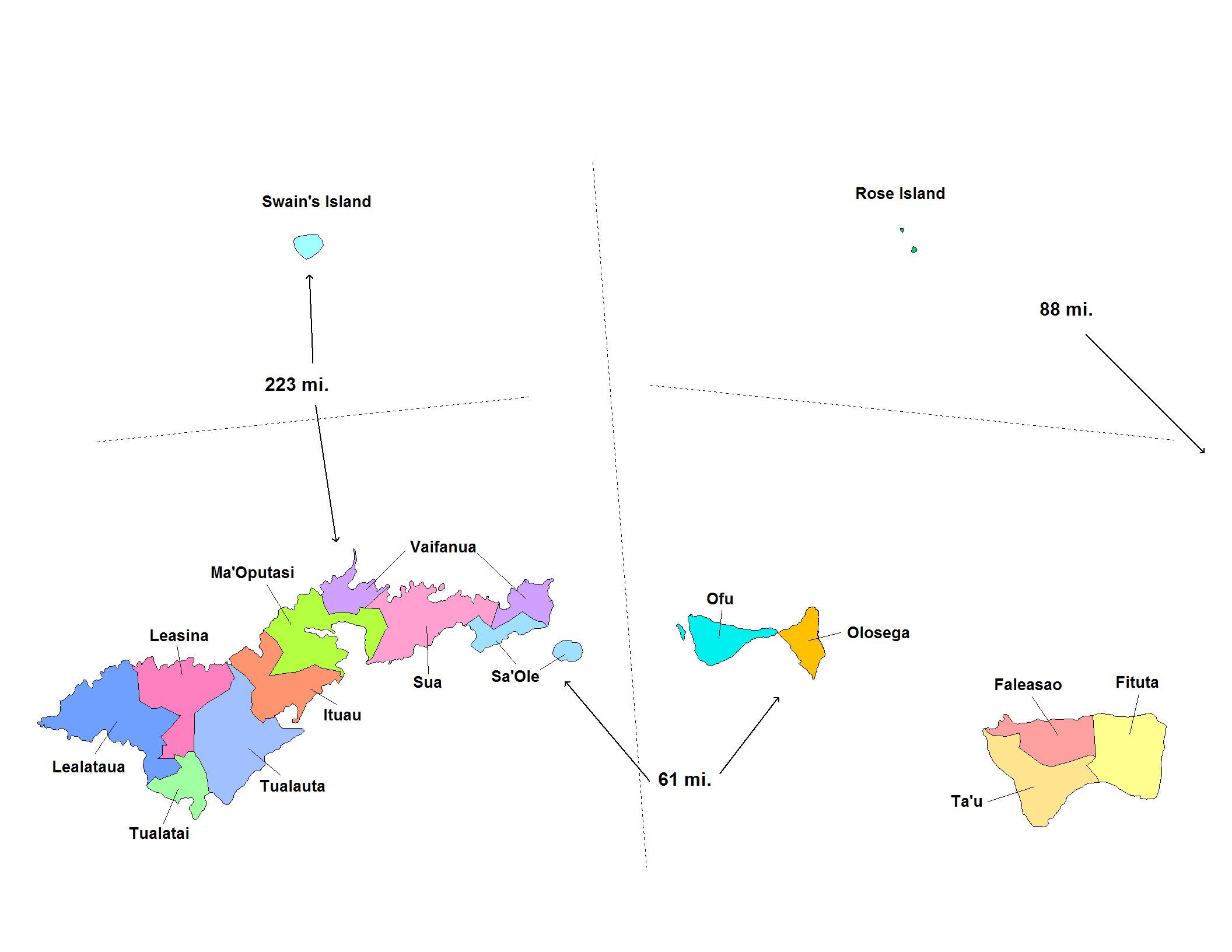
Condados de la Samoa Estadounidense

En general, cada aldea está formada por un grupo de aiga (familias extensas) que incluyen tantos parientes como se puedan reclamar. Cada aiga está encabezada por un matai (jefe) que representa a la familia en todos los asuntos, incluido el consejo del pueblo, o fono.
Los matai poseen todos los bienes de las aigas, o familias, a las que representan y son responsables de hacer cumplir la ley y castigar las infracciones que se produzcan en sus aldeas. El fono está formado por los matais de todas las aigas asociadas a la aldea. El jefe más alto de los matais de todas las aigas de la aldea es el jefe supremo o ali'i y encabeza el fono. Además, cada aldea tiene un pulenu'u (algo así como un jefe de policía o alcalde) y uno o varios jefes parlantes, tulafale.

## Economía
La agricultura es la principal ocupación de los habitantes de Samoa Americana, la pesca del atún y el turismo son las principales industrias. Los principales cultivos son los de taro, coco, plátano, naranja, piña, papaya, árbol del pan y ñame. Otros alimentos adicionales son importados. Las conservas de atún así como las esterillas y otros productos artesanales son las principales fuentes de exportación.

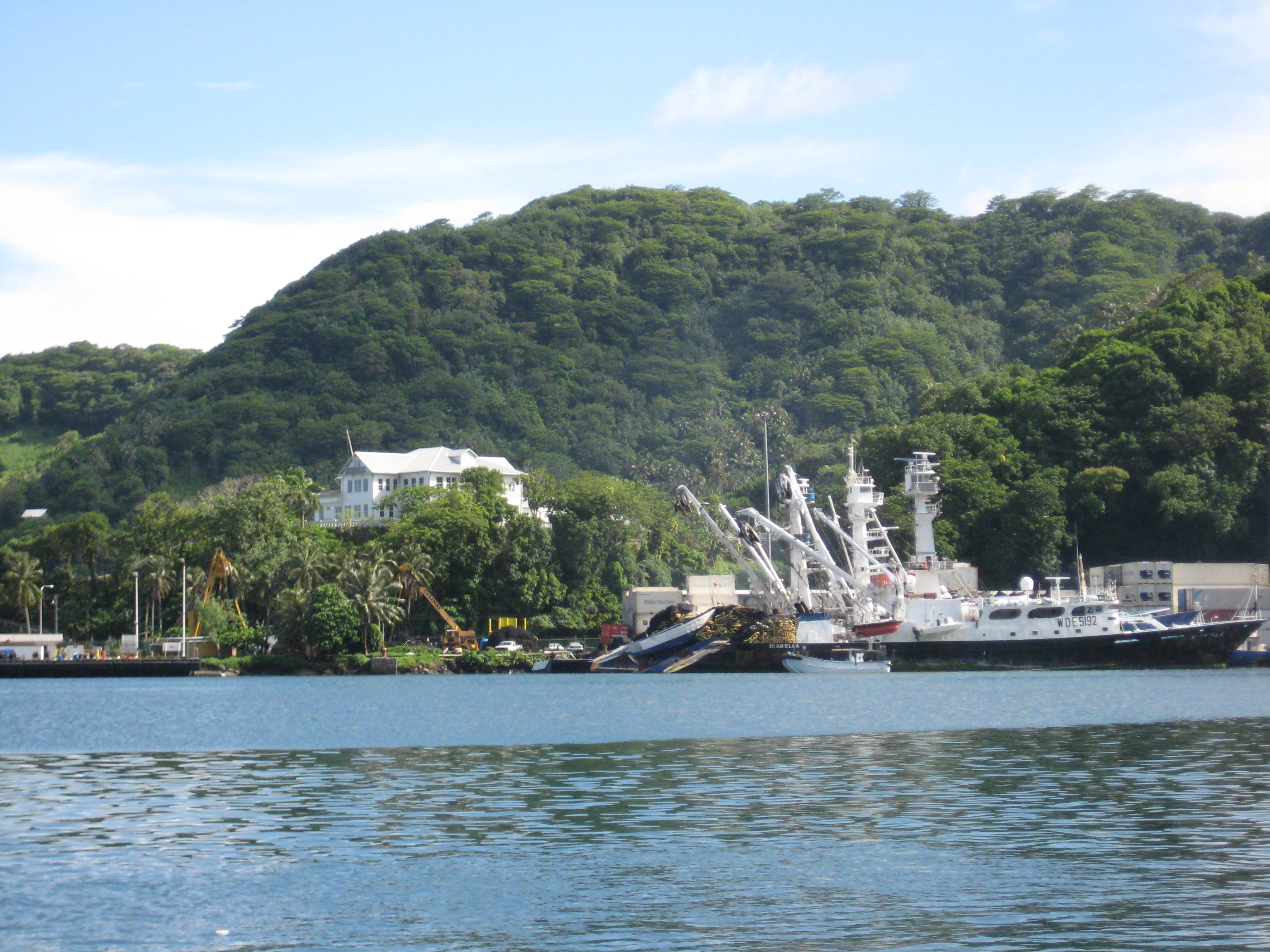
Barcos atuneros en la Samoa Americana

La salud económica de Samoa Americana refleja las tendencias de otros territorios poblados de EE. UU., que a su vez dependen de las asignaciones federales. Los dólares federales entran en la economía a través de las asignaciones del Congreso, las subvenciones categóricas, los pagos de la Seguridad Social y los pagos a los samoanos retirados del ejército.
De 2002 a 2007, la población de Samoa Americana aumentó a una tasa media anual del 2,3%, y el PIB real per cápita disminuyó a una tasa media anual del 1,9%.
La producción agrícola sirve para cubrir las necesidades internas y solo se exporta una pequeña parte de las frutas y verduras. Según cifras de 2013, la proporción entre importación y exportación está casi equilibrada. Muchos residentes dependen de las transferencias de familiares que viven en el continente o de subsidios federales.
Algunos aspectos de las telecomunicaciones en Samoa Americana son, como en otros territorios estadounidenses, inferiores a los del territorio continental de Estados Unidos; una estimación reciente mostró que la velocidad de Internet de Samoa Americana es más lenta que la de varios países de Europa del Este.
En 2020, el PIB de Samoa Americana era de 709 millones de dólares. Su PIB per cápita (PPA) era de 11.200 dólares en 2016.

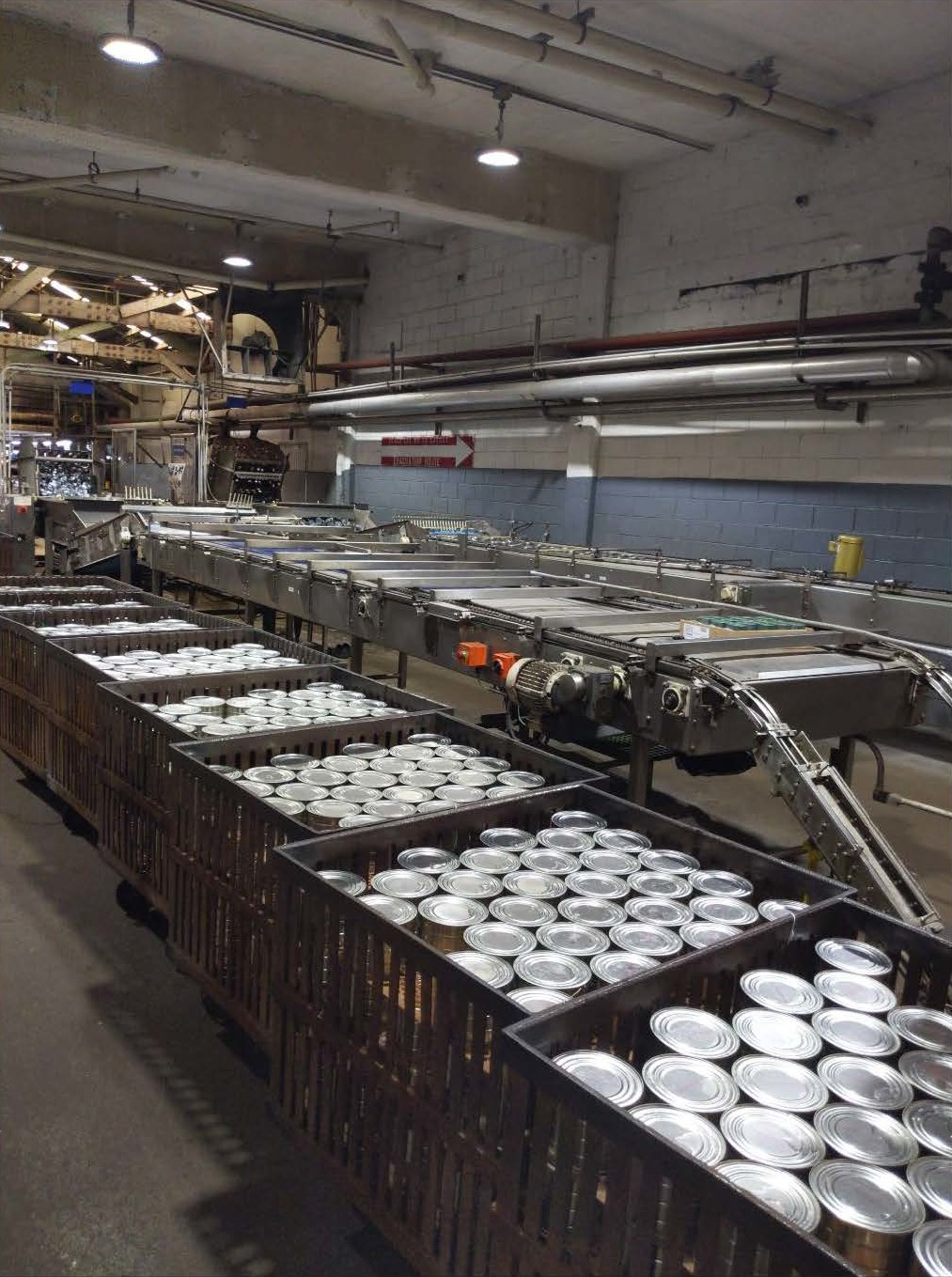
Línea de producción de conservas en la fábrica de StarKist Samoa

### Industria del atún
La industria conservera del atún es la columna vertebral de la economía de Samoa Americana. El empleo en la conservera y las empresas auxiliares locales proporcionan ingresos adicionales al gobierno territorial. A mediados de la década de 1960, se iniciaron los esfuerzos para desarrollar una industria turística en Samoa Americana. Estos esfuerzos se han retrasado debido a problemas como la inconsistencia de los servicios aéreos, la insuficiencia de alojamientos de alta calidad y la falta de trabajadores bien formados en los sectores de la hostelería y el turismo. La agricultura y la pesca siguen siendo el sustento de las familias locales.
Entre 2002 y 2007, el PIB real de Samoa Americana aumentó a una tasa media anual del 0,4 por ciento. Las tasas de crecimiento anual del PIB real oscilaron entre el -2,9 por ciento y el +2,1 por ciento. La volatilidad en las tasas de crecimiento del PIB real se debió principalmente a los cambios en las exportaciones de conservas de atún. La industria conservera de atún fue el mayor empleador privado en Samoa Americana durante este período. En 2017, el PIB de Samoa Americana disminuyó un 5,8%, pero en 2018 aumentó un 2,2%.

### Empleo y salarios
El empleo en la isla se divide en tres categorías relativamente iguales de unos 5.000 trabajadores cada una: el sector público, la única conservera de atún que queda y el resto del sector privado.

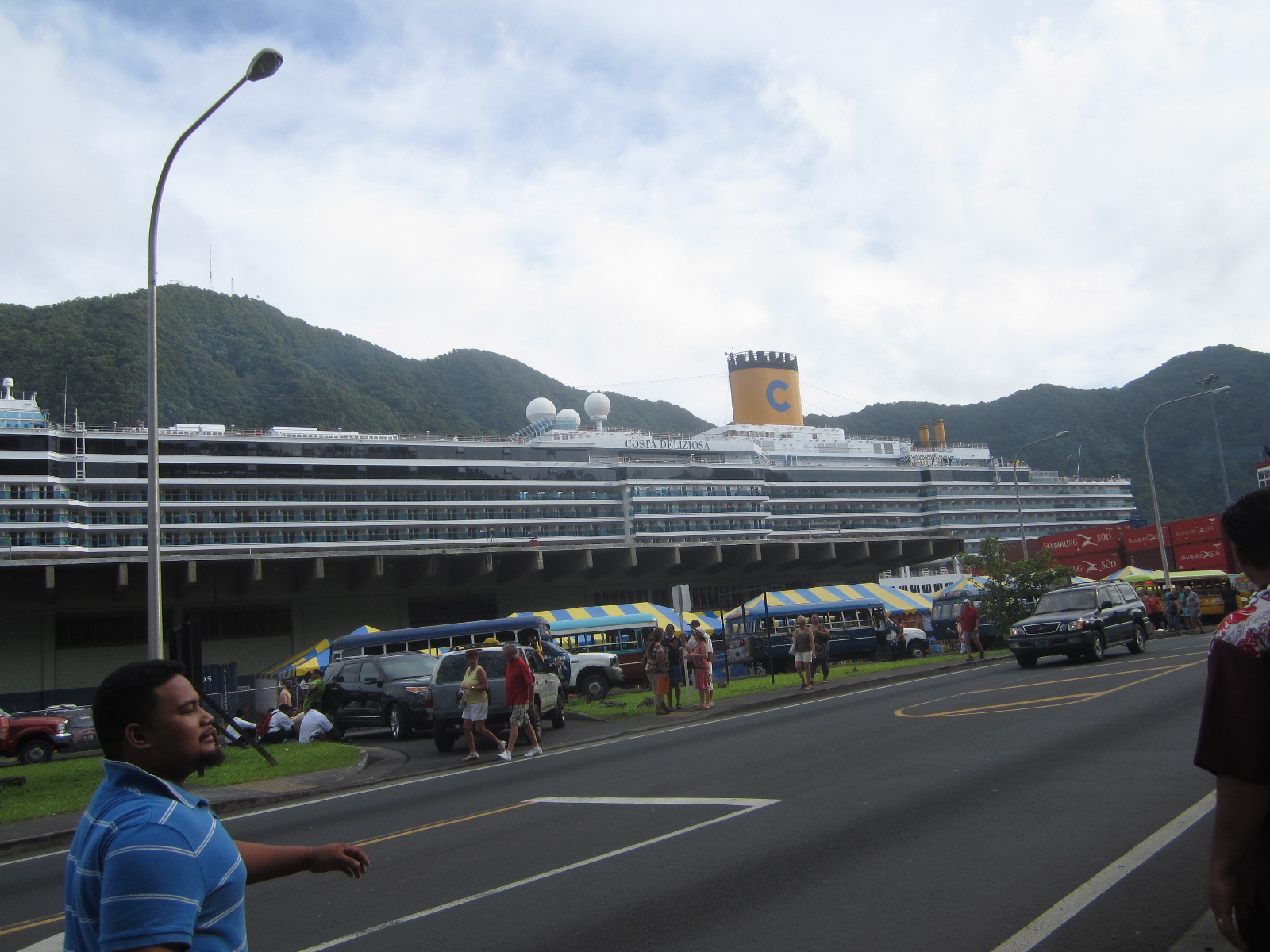
El crucero italiano Costa Deliziosa a su paso por la Samoa Americana en 2013

La inmensa mayoría de los empleados del sector público trabajan para el gobierno territorial de Samoa Americana. Una conservera de atún es StarKist, que exporta cada año a Estados Unidos conservas de atún por valor de varios cientos de millones de dólares. A principios de 2007, la economía samoana se puso de relieve en el Congreso a petición de Eni Faleomavaega, delegado de Samoa en la Cámara de Representantes de Estados Unidos, ya que no se mencionaba en el proyecto de ley del salario mínimo. No se le concedió ninguna exención de los próximos aumentos, que protestó por considerarlos injustos para la economía samoana.
La Presidenta de la Cámara, Nancy Pelosi, accedió inicialmente a su petición de exención, pero se echó atrás tras ser acusada de servir a intereses particulares, ya que la empresa de envasado de atún Chicken of the Sea tenía su sede en su distrito. Samoa Packing, filial de Chicken of the Sea, cerró en 2009, alegando tanto el aumento del salario mínimo como la creciente competencia extranjera, siendo esta última la "razón principal". El salario mínimo en Samoa ha sido objeto de un gran debate, en el que el Gobierno samoano y la Cámara de Comercio se oponen firmemente, mientras que las empresas y los trabajadores mantienen opiniones matizadas.

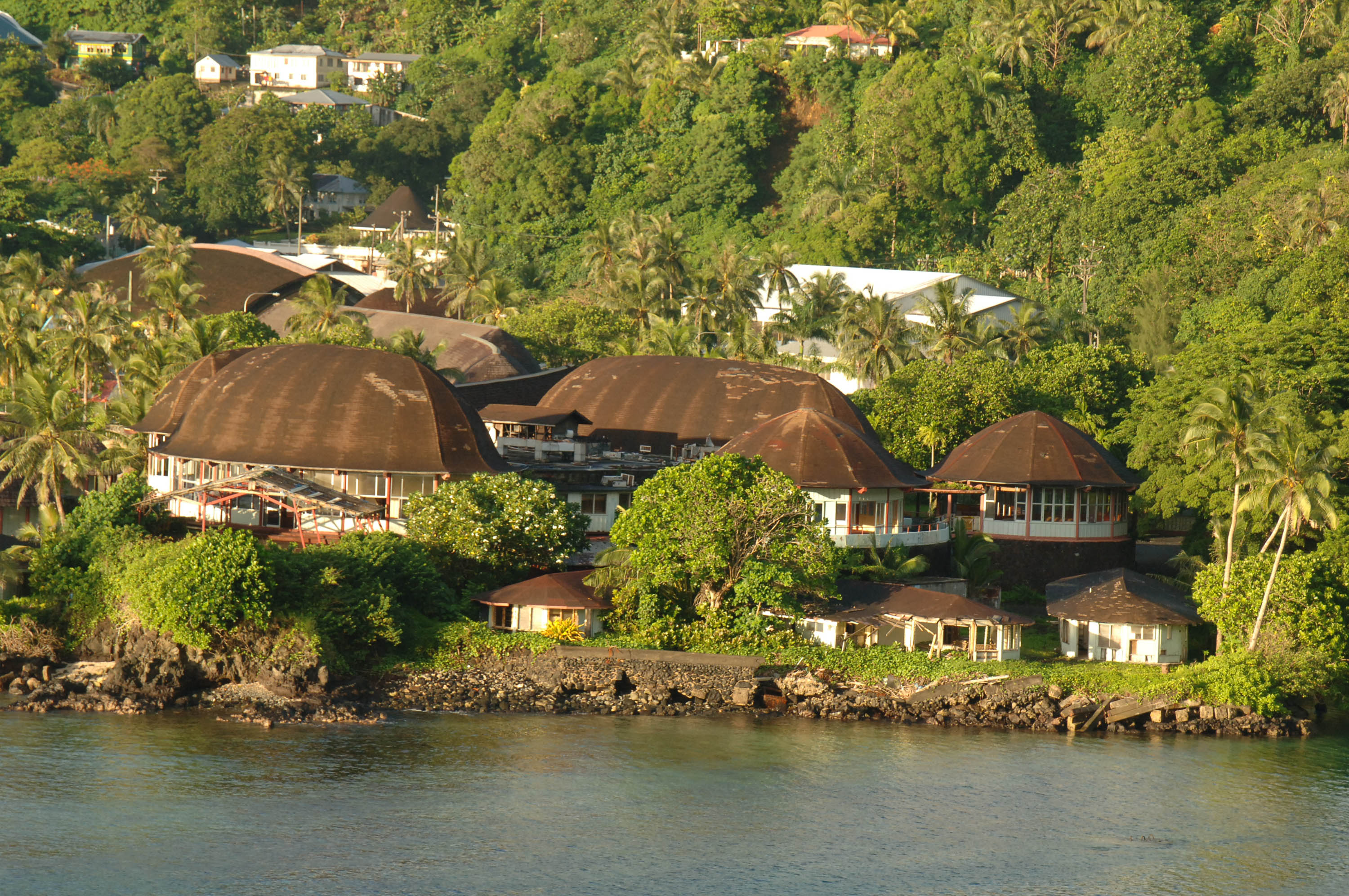
El Hotel Rainmaker

La Ley de Normas Laborales Justas de 1938 contiene disposiciones especiales para Samoa Americana desde su creación, alegando su economía limitada. Los salarios de Samoa Americana se basan en las recomendaciones de un Comité Especial de Industria que se reúne cada dos años. Originalmente, la ley contenía disposiciones para otros territorios, disposiciones que se fueron eliminando a medida que estos territorios desarrollaban economías más diversas.
En 2007, se aprobó la Ley de Salario Mínimo Justo de 2007, que aumentó el salario mínimo en Samoa Americana en 50 centavos por hora en 2007 y otros 50 centavos por hora cada año a partir de entonces hasta que el salario mínimo en Samoa Americana sea igual al salario mínimo federal de 7,25 dólares por hora en los Estados Unidos. En respuesta al aumento del salario mínimo, la planta de conservas de atún Chicken of the Sea fue cerrada en 2009, y 2.041 empleados fueron destruidos en el proceso. La otra gran fábrica de conservas de atún de Samoa Americana es StarKist, que comenzó a despedir trabajadores en agosto de 2010, con planes de despedir a un total de 800 trabajadores debido a los aumentos del salario mínimo y otros costes operativos crecientes. El gobernador de Samoa Americana, Togiola Tulafono, sugirió que, en lugar de despedir a los trabajadores con salario mínimo, las empresas podrían reducir los salarios y las bonificaciones de los empleados de alto nivel.
La tasa de desempleo era del 29,8% en 2005, pero mejoró hasta el 23,8% en 2010.

### Impuestos
Samoa Americana es un territorio aduanero independiente. Como tal, los residentes locales no están sujetos al pago de impuestos federales de los Estados Unidos; sino que ellos mismos se autoabastecen. Al igual que en otros territorios de EE. UU., el gobierno federal de EE. UU. impone impuestos sobre la nómina y el impuesto de autoempleo equivalente sobre los ingresos del trabajo en Samoa Americana, pero no el impuesto federal sobre la renta de los ingresos generados en Samoa Americana por sus residentes (excepto del trabajo como empleados del gobierno de EE. UU.). En cambio, el propio gobierno de Samoa Americana grava los ingresos mundiales de sus residentes, así como los ingresos generados allí por los no residentes, en gran medida bajo las mismas reglas y tasas que el código tributario de EE. UU. en vigor en 2000, con ciertas modificaciones, como una tasa impositiva mínima del 4%. Una situación similar se aplica a las empresas. En 1983, el uso de la ciudadanía en la tributación por Samoa Americana (debido a su incorporación del código tributario de EE. UU.) fue declarado inconstitucional.
El gobierno federal de EE. UU. no impone impuestos sobre sucesiones o donaciones a los bienes no situados en los Estados Unidos (estados y Distrito de Columbia) propiedad de los residentes de un territorio de EE. UU. (incluida Samoa Americana) que no son ciudadanos estadounidenses o que adquirieron la ciudadanía estadounidense por nacimiento o naturalización en ese mismo territorio de EE. UU. Sin embargo, estos impuestos se siguen aplicando a los residentes de un territorio de EE. UU. que adquirieron la ciudadanía estadounidense en Samoa Americana. Se ha argumentado que esta distinción basada en el lugar de nacimiento, y no sólo en la residencia o la ciudadanía, es un caso raro de discriminación fiscal inconstitucional, pero nunca ha sido impugnada ante los tribunales. El gobierno de Samoa Americana no impone impuestos sobre el patrimonio o las donaciones.

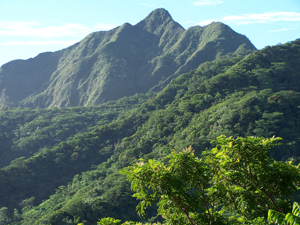
Monumento Natural Nacional del Pico Matafao

A diferencia de los ciudadanos de EE. UU., los nacionales sin ciudadanía estadounidense (el estatus de la mayoría de los samoanos americanos) que no residen en EE. UU. o en cualquier territorio de EE. UU. disfrutan de la combinación única de mantener un pasaporte de EE. UU y, al mismo tiempo, no están sujetos al impuesto federal sobre la renta de EE. UU. por sus ingresos no procedentes de EE. UU., ni al impuesto federal sobre sucesiones o donaciones de EE. UU. por sus bienes no procedentes de EE. UU. Los ciudadanos de EE. UU. (o cualquier persona) no pueden adquirir este estatus después de nacer.
Samoa Americana no impone un impuesto sobre las ventas, pero sí un impuesto general de importación del 8%. Samoa Americana es un territorio aduanero independiente, cuyas normas e impuestos de importación difieren de los aplicables en otras partes de los Estados Unidos.

### Turismo
Samoa Americana no recibe muchos visitantes, y la mayoría de ellos vienen a pasar el día desde cruceros. Pero este pequeño territorio destaca por su cultura tradicional, su belleza natural (playas, montañas, islas) y sus rutas de senderismo.
Un equipo de la Oficina de Recreación al Aire Libre llevó a cabo un estudio de parques en Samoa Americana en la década de 1960. Su equipo recomendó emplazamientos en Cabo Taputapu, Leʻala en Vailoatai, Aʻoloau Fou (la meseta), Punta Matautuloa, Nuʻuuli, Pico Matafao, Pago Pago, Estrecho de Vaiʻava, Anasosopo, ʻAoa, Cabo Matautuloa y la isla Aunuʻu. Tras una objeción inicial, el Secretario Leʻiato dio su apoyo y fue nombrado Presidente del Comité Territorial de Parques y Actividades Recreativas.
Se celebró la primera reunión sobre el terreno para la adquisición de un parque entre el juez Morrow, en nombre del gobierno, y el consejo del pueblo de Vatia para convertir la zona de la isla Pola en un parque público. La draga Palolo fue contratada desde Upolu en enero de 1966 con el fin de dragar arena para la playa de Utulei. Un especialista en acondicionamiento de playas, Ala Varone, del Ejército, dirigió el proyecto. La pieza central del parque debía estar en la cabecera del puerto de Pago Pago, donde se proponía un terreno de 13 acres creado por el dragado. El parque contaría con instalaciones deportivas y recreativas, así como instalaciones para embarcaciones y para el creciente número de inmigrantes asiáticos que llegaban de Corea, Japón y China.

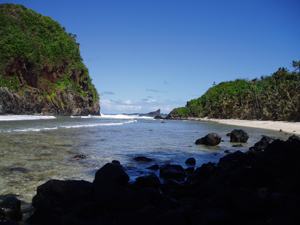
Monumento Natural Nacional del Cabo Taputapu

En 1980 se creó por ley el Departamento de Parques y Actividades Recreativas y también se estableció la Comisión de Parques. En 1981, el gobernador Peter Tali Coleman nombró a Fuga Tolani Teleso director de Parques y Actividades Recreativas. El 25 de mayo de 1984, se celebró una ceremonia de colocación de la primera piedra en la reclamación de Onesosopo para iniciar las obras del primer parque del Distrito Este.
A instancias del Dr. Paul Cox, Alto Jefe Nafanua de Falealupo, y de la Asociación de Conservadores de Murciélagos, el congresista Fofō Iosefa Fiti Sunia presentó en 1984 un proyecto de ley que incorporaría a Samoa Americana a la Ley Federal de Restauración de la Pesca y la Vida Silvestre. El objetivo del proyecto de ley era proteger las antiguas selvas paleotropicales y el megabate zorro volador.
La firma marcó el inicio de la entrada de Samoa Americana en el Sistema de Parques Nacionales de EE UU. En julio de 1987, el Servicio de Parques Nacionales empezó a establecer un parque federal, el Parque Nacional de Samoa Americana. En 1989 se hizo una asignación inicial de 400.000 dólares. Contiene una de las ecologías de selva tropical y arrecife costero más notables del mundo y se extiende por tres islas. 

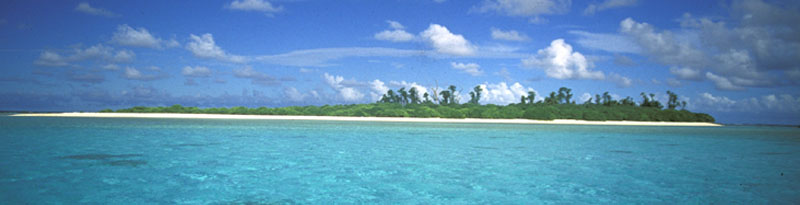
La Isleta Rose en el Refugio Nacional de Vida Silvestre del Atolón Rose

Uno de los lugares más populares de la isla de Tutuila es la Roca Pola, una elevación de escarpadas formaciones rocosas que sobresale más de 120 m por encima de la superficie del océano. Se encuentra frente a las costas de Vatia. El 19 de septiembre de 1991, el gobernador Peter Tali Coleman y el secretario del Departamento del Interior, Manuel Luján, firmaron los contratos de arrendamiento que formalizaban el establecimiento del quincuagésimo Parque Nacional de EE. UU.

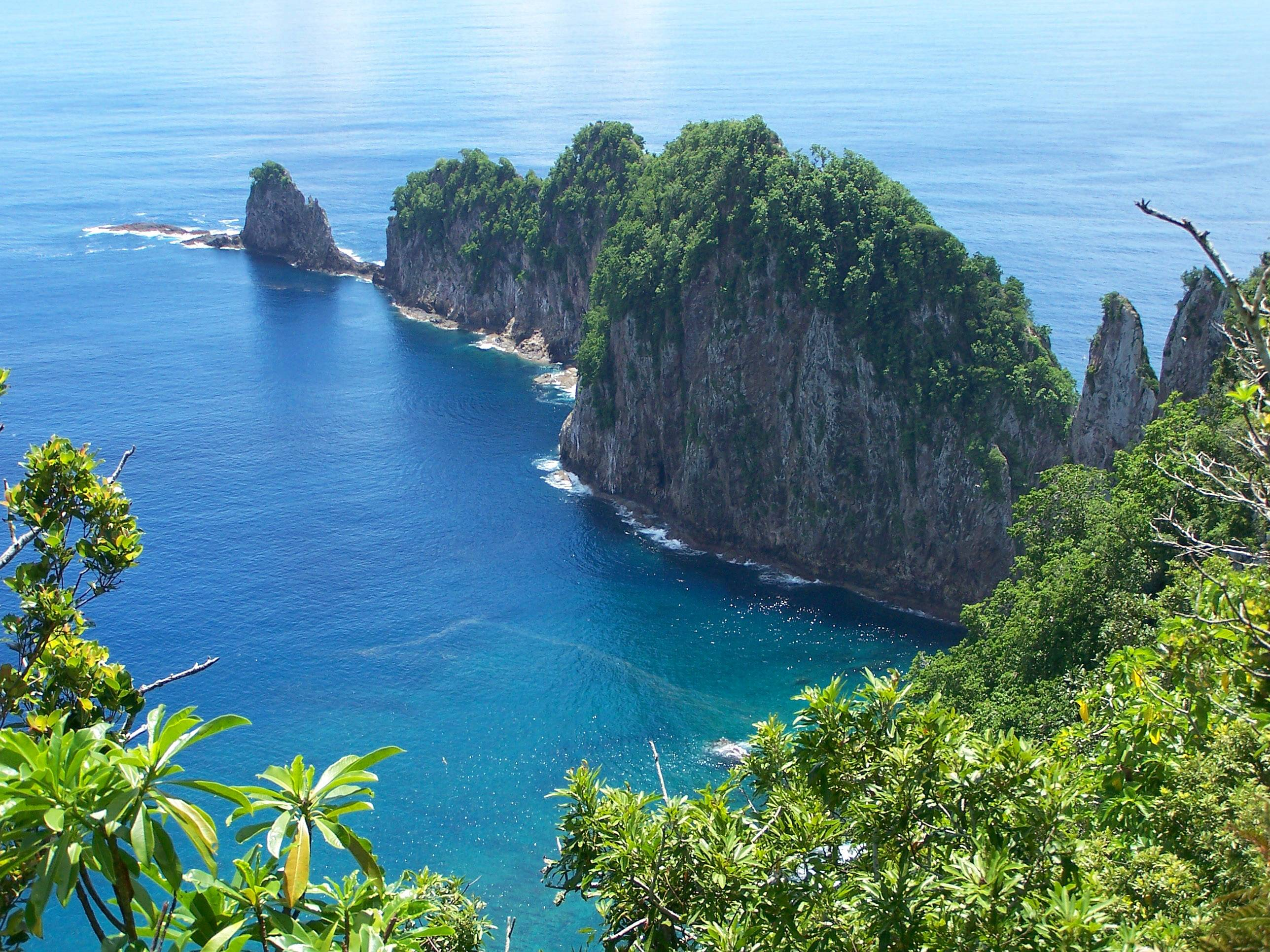
Isla Pola parte del Monumento natural nacional del Estrecho de Vaiʻava

El departamento de Parques y Recreación supervisa el mantenimiento de todos los parques públicos, incluyendo el Mini Parque Amanave, el Parque de los Leones en Tafuna, el Parque Onesosopo en Aua, el Mini Parque Malaloa, el Parque Fagaʻalu, el sitio histórico Tia Seu Lupe en Fatuoaiga, el Parque de Pago Pago, las Pistas de Tenis de Pago Pago, el Campo de Sóftbol de las Pequeñas Ligas, el Campo de Béisbol Tony Solaʻita, Solo Ridge en el Tranvía de Utulei, el Parque de la Playa de Utulei y Suʻigaulaoleatuvasa en Utulei.
Samoa Americana tiene siete áreas designadas como Monumentos Naturales Nacionales en la isla de Tutuila. Este programa está administrado por el Servicio de Parques Nacionales de EE. UU. y las zonas contienen características ecológicas o geológicas únicas. Excepto el Estrecho de Vaiʻava, ninguna de las áreas se encuentra dentro del Parque Nacional de Samoa Americana. Los siete Hitos Naturales Nacionales (NNL) de Samoa Americana fueron designados en 1972:
- Cabo Taputapu
- Cráter Fogāmaʻa
- Pico Matafao
- Costa de Leʻala
- Monte Rainmaker
- Estrecho de Vaiʻava
- Isla Aunuʻu

## Transporte
Samoa Americana carece de transporte ferroviarios.
La forma de transporte principal en la isla es por tanto la terrestre a través de carretera, contando para ello con más de 200 km de autovías y autopistas (221 km. en 2007).
Por una parte, Samoa Americana cuenta con la opción del transporte marítimo a través de los cinco puertos y/o muelles de la isla:
- Aunu'u
- Auasi
- Faleāsao
- Ofu
- Pago Pago

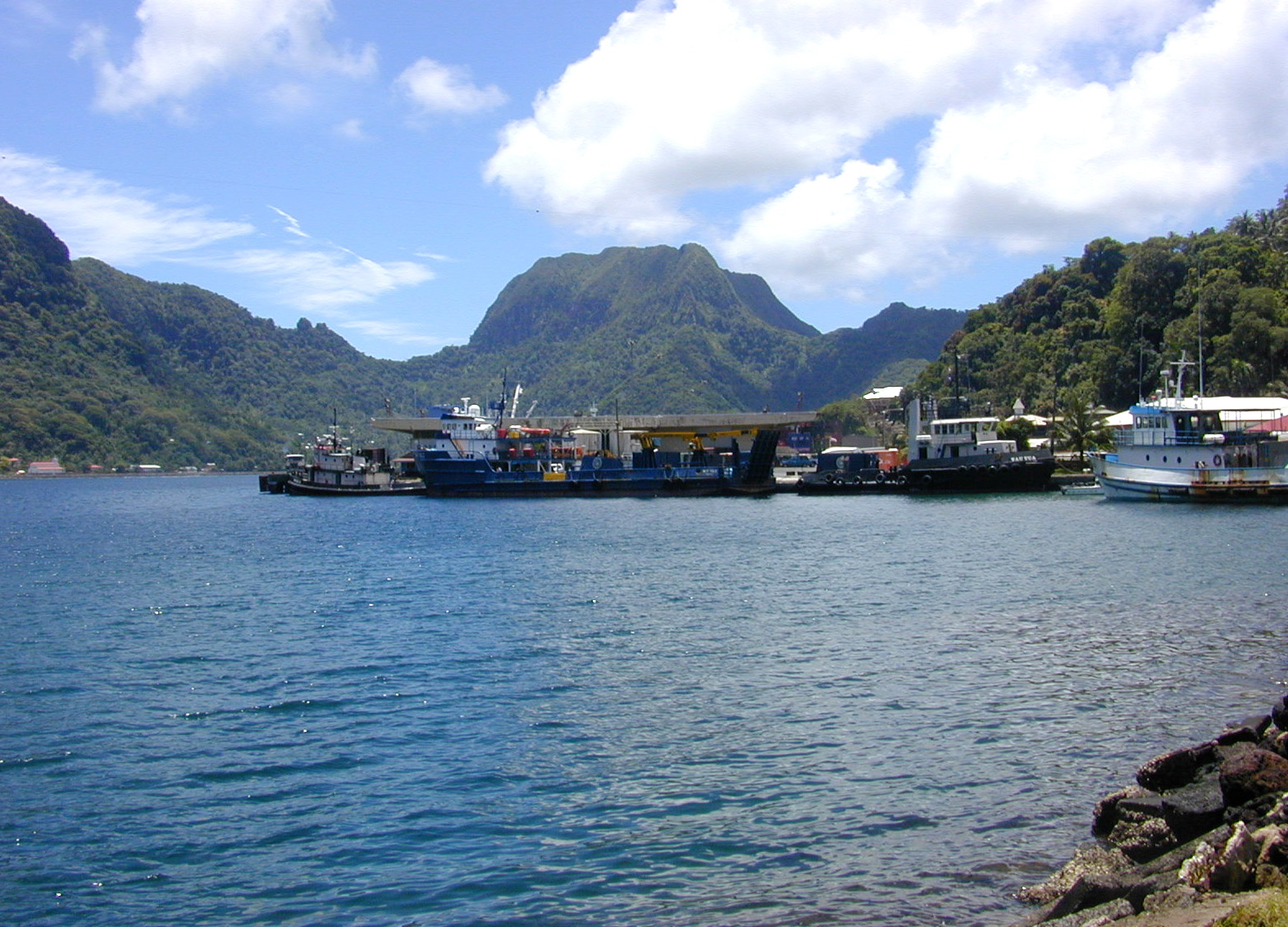
Puerto de Pago Pago.

Si bien su uso está limitado a los pasajeros al no existir ninguna clase de transporte de mercancías en ninguna de estas infraestructuras.
Por otro lado, el país cuenta con tres instalaciones aéreas, todas ellas con pistas asfaltadas. Sin embargo, sólo el Aeropuerto Internacional de Pago Pago, cuenta con vuelos internacionales de medio y largo radio; por lo tanto es el principal medio de acceso a la isla.

## Demografía
La población de Samoa Americana es de aproximadamente 55 519 habitantes, de los cuales el 95 % viven en la isla más grande, Tutuila.

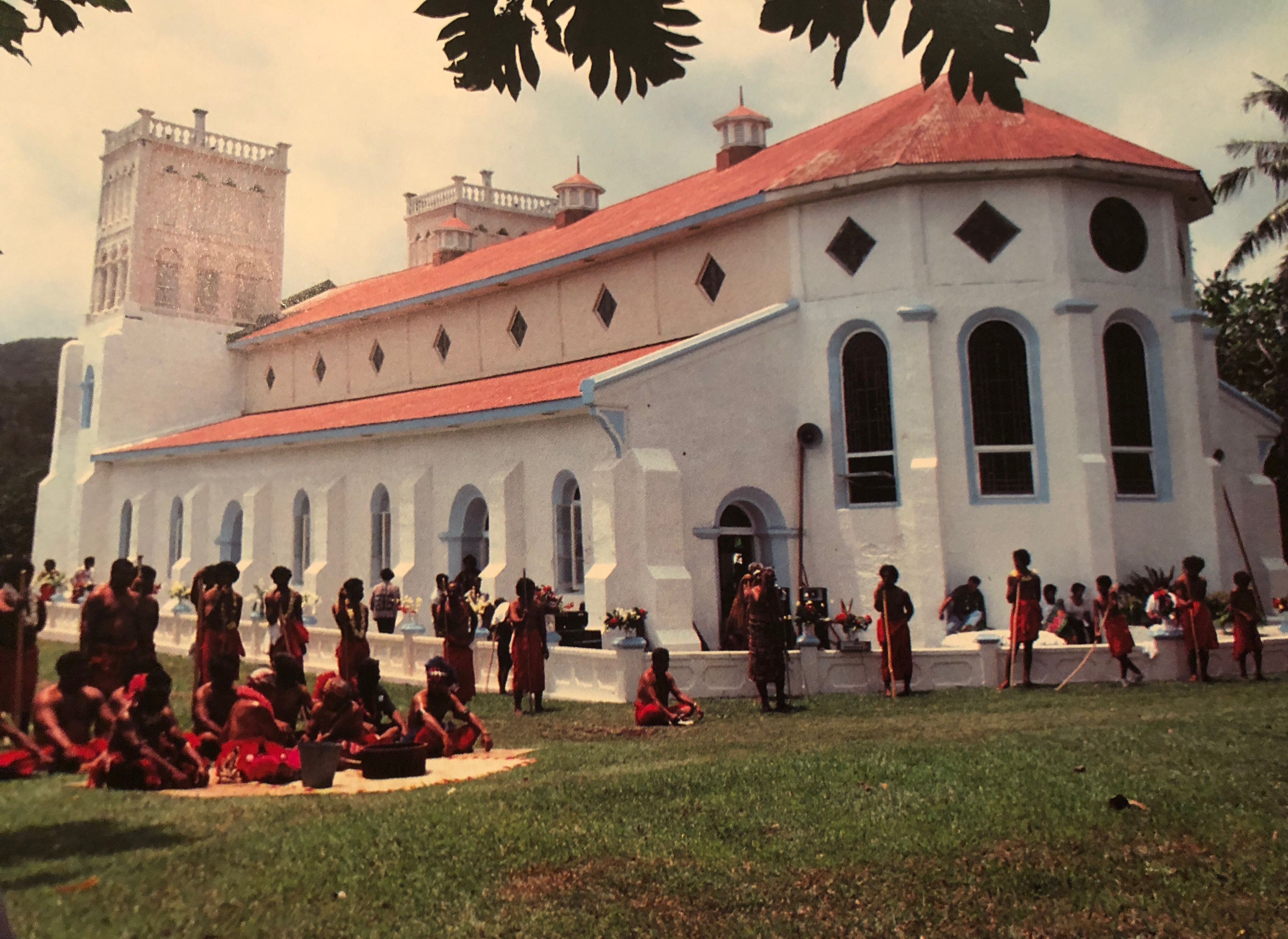
Iglesia en Leone, Samoa Americana

El 91,6 % de la población es aborigen de Samoa. Hay un 2,8 % de asiáticos, 1,1 % de blancos, 4,2 % de mestizos y 0,3 % de otros; 90,6 % de sus habitantes hablan samoano (estrechamente relacionado con el hawaiano y otras lenguas polinesias), 2,9 % hablan inglés, y 8,1 % hablan otros idiomas isleños del Pacífico. El 98,3 % de la población es de religión cristiana. La isla tiene 23 escuelas primarias y 6 secundarias.

### Religión
De acuerdo con la Base de datos Cristiana Mundial, la población de Samoa Americana es 98,3 % cristiana, 0,7 % agnóstica, 0,4 % universalista china, 0,3 % budista y 0,3 % baha'i.
Para el año 2010, el Factbook de la CIA publicó que las afiliaciones religiosas de la Samoa Americana eran: cristianos congregacionalistas 50 %, cristianos católicos 20 %, protestantes y otros 30 %.
En ese mismo año, La página web de La Iglesia de Jesucristo de los Santos de los Últimos Días, publicó informes de que sus miembros en 1990 eran de 7500, incrementándose a cerca de 12 000 en 1994, que es aproximadamente uno de cada cuatro habitantes de la Samoa Americana.

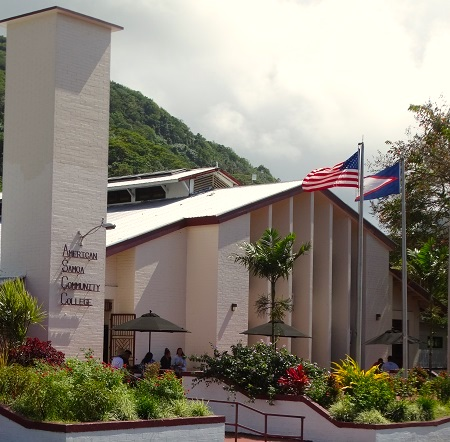
Colegio Comunitario de la Samoa Americana (American Samoa Community College)

La iglesia católica posee al menos 18 iglesias en el territorio y 29 parroquias, que dependen de la Diócesis de Samoa-Pago (Diœcesis Samoa–Pagopagensis) que fue creada en 1982 por el papa Juan Pablo II mediante la bula Studiose quidem  y constituye una provincia eclesiástica de la Arquidiócesis de Samoa–Apia. El obispo tiene su sede en la Catedral de la Sagrada Familia (Cathedral of the Holy Family) en Tafuna y en la Concatedral de San José Obrero ( Saint Joseph the Worker Cathedral) en Fagatogo.

### Educación
En la isla principal hay 23 escuelas primarias. De los diez centros de secundaria, cinco están gestionados por el Departamento de Educación de Samoa Americana; los otros cinco están administrados por confesiones religiosas o son de propiedad privada. El American Samoa Community College, fundado en 1970, ofrece educación postsecundaria en las islas.
Samoa Americana tenía una escuela secundaria en 1961, que existía debido a la presión del matai sobre el gobernador naval para transformar el antiguo cuartel de la Marina en Utulei en una escuela. Los adolescentes de familias acomodadas y con más conexiones políticas asistían a la escuela, que más tarde se conocería como Samoana High School. Con una media de edad de 15 años, la demanda de más institutos iba en aumento, y en 1968 se crearon tres nuevos institutos. Pronto le siguieron otras dos, y en 1979, 2.800 estudiantes de secundaria asistían a seis escuelas secundarias públicas y privadas en Samoa Americana. Buscando una forma rentable de reforma educativa, el gobernador H. Rex Lee introdujo el sistema de televisión pública en 1964.

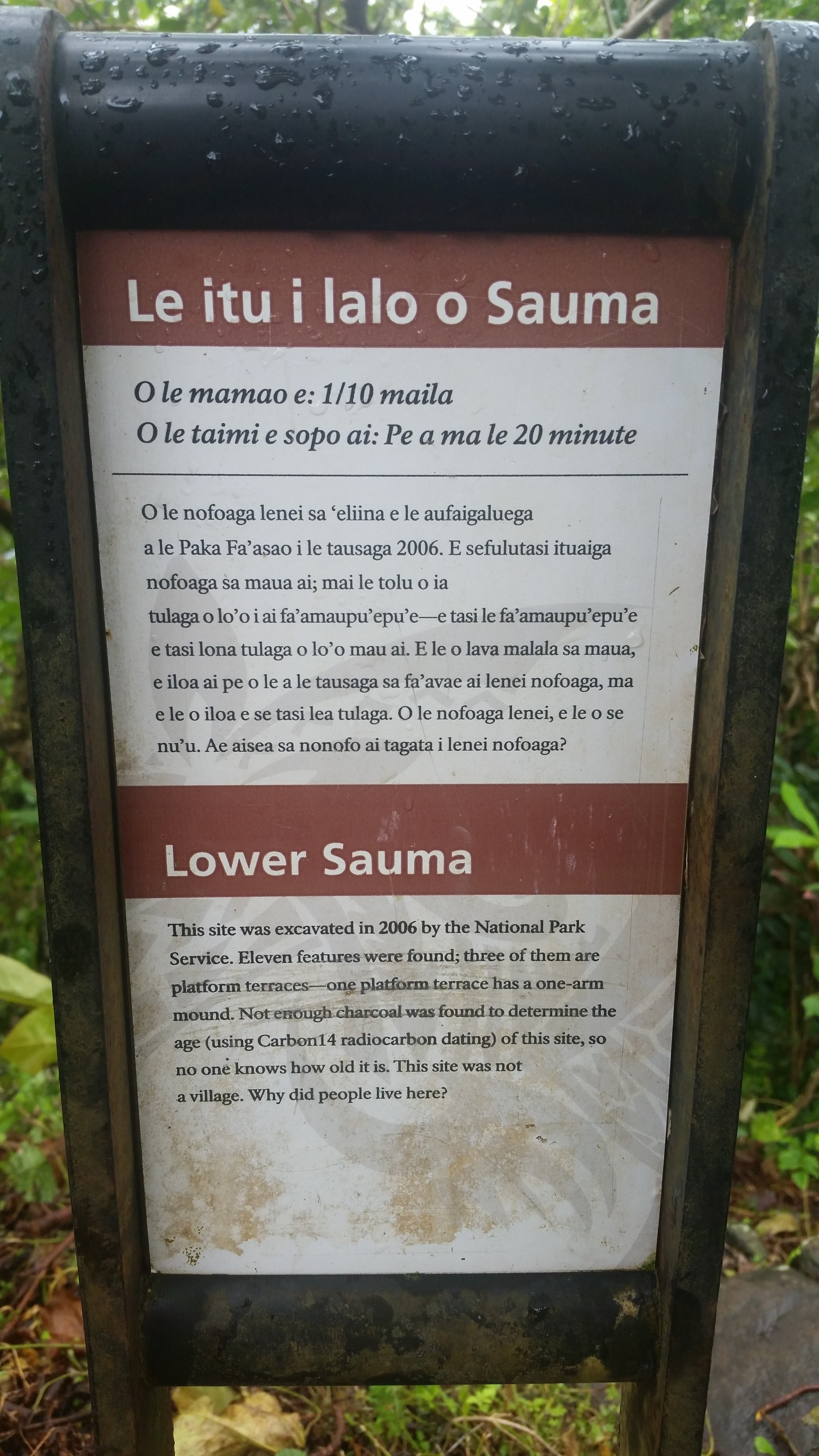
Cartel en la Samoa Americana escrito en Samoano e Inglés

### Idiomas
Los samoanos americanos tienen una rica lengua nativa el Samoano y el inglés es su segunda lengua. La mayoría de los isleños pueden hablar ambas que además son las únicas 2 lenguas oficiales. El samoano pertenece a la familia de lenguas austronesias y está estrechamente relacionado con otras lenguas polinesias como el tongano.
Los samoanos tienen distintos niveles de lengua hablada: los altos jefes y oradores hablan una variante particular que sólo entienden los eruditos y los demás utilizan una versión más cotidiana. Algunas palabras del samoano se han tomado prestadas del inglés, como telefoni usado para llamar al teléfono.
La Samoa Americana además tiene su propia lengua de señas usada sobre todo por personas sordas.
Gran parte de la lengua de signos samoana se basa en la lengua de signos australiana, aunque existen signos locales para la comida samoana. No está claro si esto significa que la lengua de signos samoana está relacionada con la lengua de signos australiana, o si simplemente tiene muchos préstamos de la lengua de signos australiana.
Se ha compilado un breve diccionario para la lengua de signos samoana, y evidentemente se ha compilado un diccionario separado para la lengua de signos samoana americana. La "lengua de signos samoana americana" puede ser simplemente la lengua de signos americana tal y como se utiliza en Samoa Americana.

## Cultura
La cultura en Samoa Americana es prácticamente idéntica a la de Samoa (Upolu). La soberanía estadounidense distingue la civilización de Samoa Americana de la Samoa soberana.

### Música
La música de Samoa es una compleja mezcla de culturas y tradiciones, con historias anteriores y posteriores al contacto europeo. Desde la colonización estadounidense, tradiciones populares como el rap y el hip hop se han integrado en la música samoana.

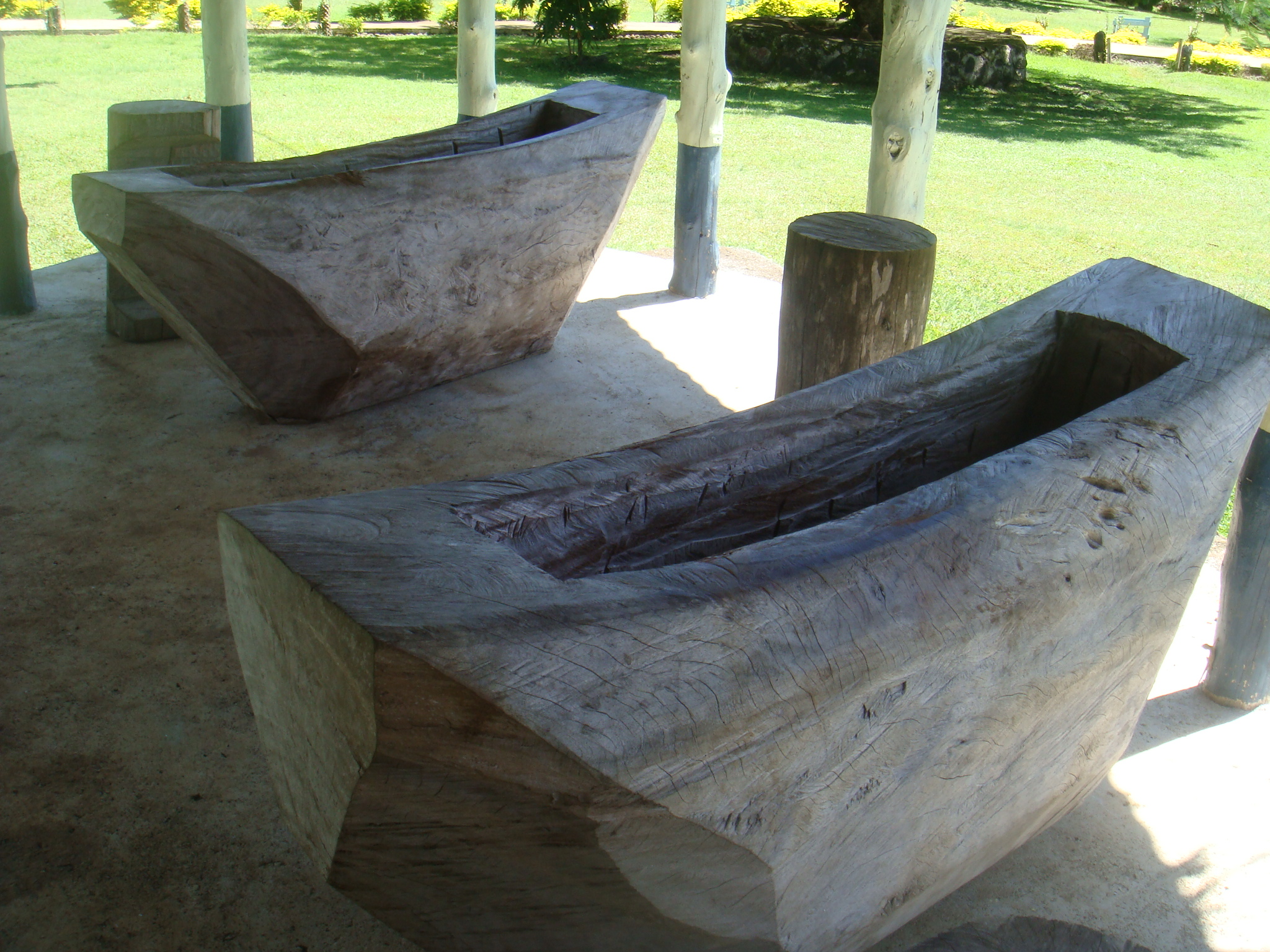
Tambores de tronco samoanos

Entre los instrumentos musicales tradicionales de Samoa destacan la fala, una estera enrollada que se golpea con palos, y varios tipos de tambor de hendidura.
Los instrumentos musicales tradicionales samoanos son la fala, una estera enrollada que se golpea con palos. Se trata de un idiófono que a menudo acompañaba el canto coral. Otro idiófono, una caja de resonancia, acompañaba a veces la recitación de poesía en solitario. Para hacer señales se soplaba una caracola. El arpa de quijadas, la zampoña de balsa y la flauta de nariz ofrecían diversión a pequeños grupos y a individuos en privado.
Los tambores de hendidura de madera de Samoa y sus variantes se han utilizado en todo el país durante más de mil años. Estos tambores de madera tienen muchos usos, como la convocatoria de reuniones en las aldeas, en tiempos de guerra y de paz, canciones/cantos y danzas, y la señalización de largas distancias en la guerra naval entre islas. Últimamente se utilizan sobre todo para convocar ceremonias reales y de jefes, así como para prácticas religiosas contemporáneas.
Con la introducción del cristianismo, especialmente tras la llegada de los misioneros de la LMS en 1830, la música de Samoa se vio muy influida por la himnodia cristiana occidental y la música popular, en particular la de Estados Unidos. Dos instrumentos de cuerda se generalizaron rápidamente en las islas: la guitarra (kitara) y, a principios del siglo XX, el ukelele. A finales del siglo XIX, ya existían bandas de música de estilo europeo en las principales ciudades.

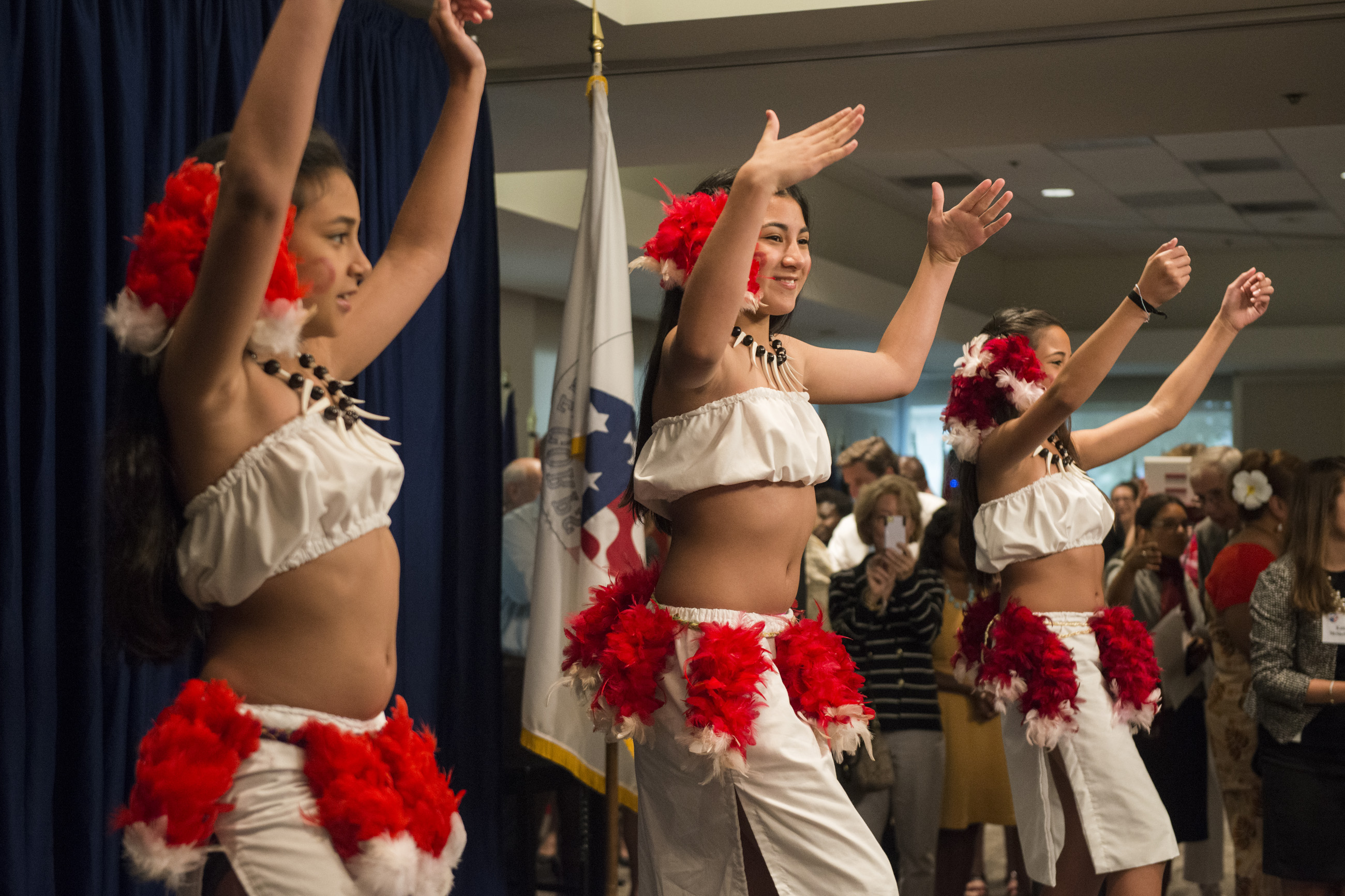
Bailarinas vistiendo atuendos típicos de la Samoa Americana

Con la cristianización de las islas a finales del siglo XIX, las canciones antiguas, acompañadas del sonido percusivo de palos golpeando una estera enrollada, dieron paso a los coros de las iglesias que cantaban al son de las armonías de los órganos de pedales. Más tarde, las transmisiones radiofónicas aportaron más variedad, a medida que los artistas locales y el público abrazaban cada oleada de "nueva" música. La llegada de los marines estadounidenses durante la Segunda Guerra Mundial contribuyó a solidificar la afinidad por la música popular estadounidense.
Muchas bandas anteriores copiaron o imitaron esta música, una tendencia que continúa. Es una práctica común y bien aceptada que los creadores de música samoana tomen una canción occidental, sustituyan la letra por palabras samoanas y reintroduzcan la melodía como original. La guitarra y el ukelele se convirtieron en los instrumentos habituales para componer e interpretar música. En la actualidad, ese sonido suele ser sustituido por el teclado electrónico y los múltiples sonidos e instrumentos de imitación disponibles con él. Muchos músicos samoanos actuales "actualizan" viejas melodías samoanas con nuevas tecnologías, o imitan y copian la música popular estadounidense.
El pop y el rock modernos tienen mucho público en Samoa, al igual que varias bandas indígenas, que han abandonado la mayoría de los elementos de la música tradicional samoana, aunque hay intérpretes folclóricos. Algunos músicos pop de Nueva Zelanda aprendieron nuevos estilos de baile en un viaje a las islas de Samoa, un importante nodo temprano en la transmisión y traducción de la danza callejera estadounidense a Aotearoa. Recientemente la población samoana ha visto resurgir antiguas canciones samoanas, remezcladas al estilo del reggae hawaiano, pero con algunos elementos tradicionales, como el uso de la paté y la estructura de acordes aún en uso. Nueva Zelanda sigue produciendo modernas estrellas populares samoanas, como Jamoa Jam y Pacific Soul.
Incluso los himnos tradicionales (pese lotu) han experimentado bastantes cambios. Algunas bandas de pop, como la RSA Band y la Mount Vaea Band, están asociadas a hoteles; algunas bandas de hoteles han realizado giras por Nueva Zelanda y otros países. Entre los músicos pop figuran los Lole, Golden Ali'is, The Five Stars y Jerome Gray, cuya canción "We Are Samoa" sigue siendo un himno nacional no oficial. Un grupo samoano llamado Le Pasefika, que va en contra de la tendencia actual tocando sólo música antigua, se ha convertido en el grupo samoano que más vende en Estados Unidos.
Las casi tres décadas de participación samoana en la danza callejera y la música rap en Estados Unidos han afectado significativamente a la producción cultural en los lugares donde se asentaron los samoanos, en particular Nueva Zelanda. A principios de la década de 1980, Footsoulijah, cuatro artistas samoanos de Wellington, atribuyen a los Blue City Strutters, que más tarde se convirtieron en el grupo de hip-hop Boo-Yah T.R.I.B.E, la difusión de su interés de toda la vida por la danza callejera y su eventual gravitación hacia el hip hop. Footsoulijah es animado y colorista, y siempre actúa con trajes de camuflaje, que representan su nombre militarista.
Actualmente existe una dicotomía entre lo viejo y lo nuevo en los aspectos culturales de la vida samoana, especialmente en la danza. Algunos afirman: "Mientras que la música samoana ha adoptado guitarras y otros instrumentos musicales, la danza, que se basa únicamente en el cuerpo del intérprete (con algunas excepciones: danza del fuego, danza del cuchillo, etc.) sigue exigiendo que el intérprete conserve la gracia y mueva los brazos y las manos de la forma aprobada", pero un artículo de National Geographic de 1985 muestra una "yuxtaposición de 'tradición' y 'modernidad' con dos fotografías marcadamente diferentes de jóvenes samoanos". Una fotografía muestra a un niño samoano con atuendo tradicional, bailando de forma tradicional; la otra muestra a un joven vestido con el típico estilo de baile hiphop.

## Deporte

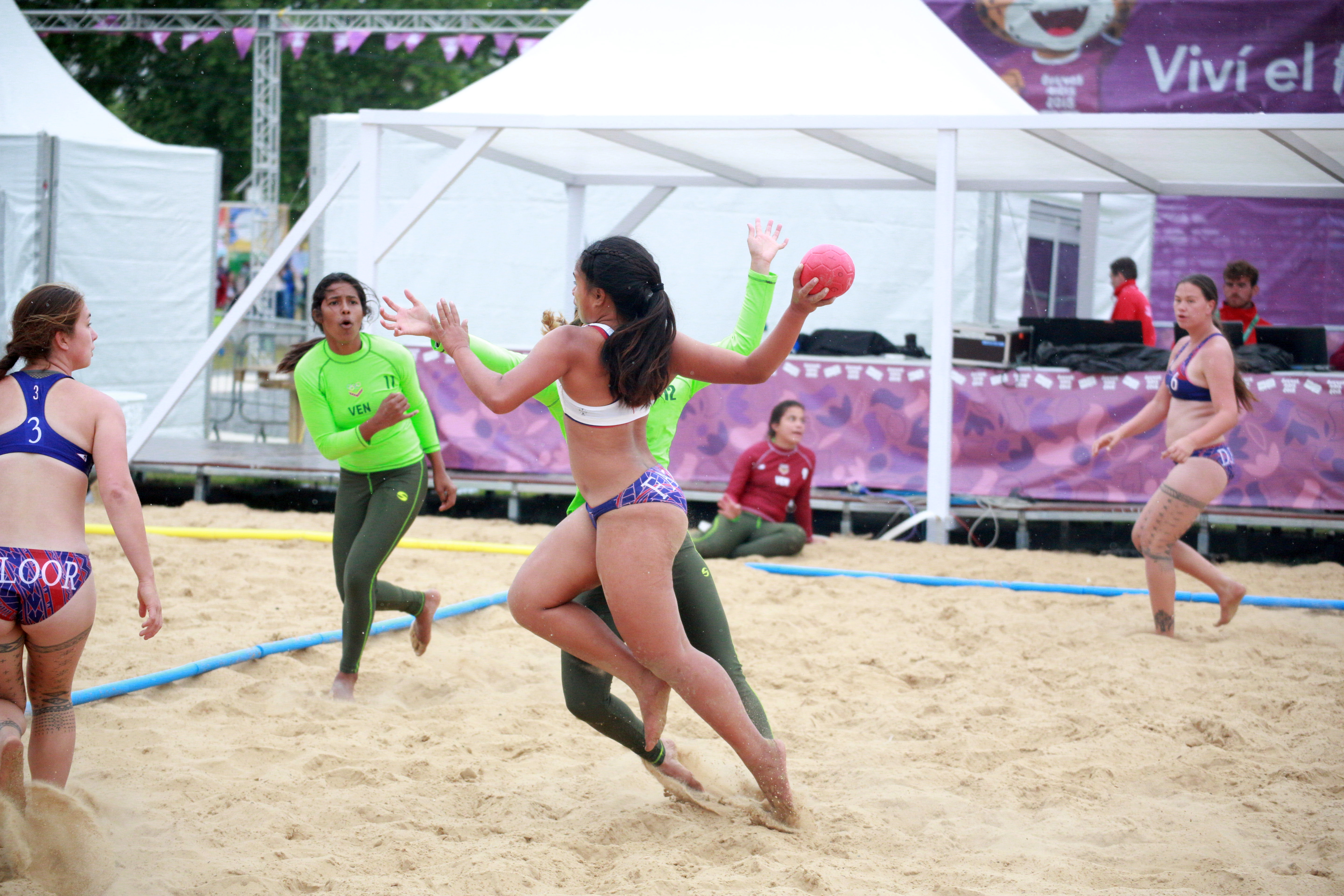
Partido de Balonmano playa en los Juegos Olímpicos Juveniles de 2018 entre las selecciones femeninas de Venezuela y Samoa Americana

- Samoa Americana en los Juegos Olímpicos
- Selección de fútbol de Samoa Americana

Los principales deportes practicados en Samoa Americana son el crícket samoano, el béisbol, el baloncesto, el fútbol, y el fútbol americano. En los pueblos samoanos, el voleibol es también popular.

### Fútbol americano
Unos treinta samoanos, muchos de ellos de Samoa Americana, actualmente juegan en la Liga de Fútbol Nacional (NFL), y más de doscientos juegan en la División I de la NCAA del fútbol americano universitario. En los últimos años, se ha estimado que un hombre samoano (tanto samoanos estadounidenses como samoanos que viven en los cincuenta estados de Estados Unidos) sea de donde sea tiene entre cuarenta y cincuenta y seis veces más interés en jugar en la NFL que un no-samoano estadounidense. 
El nueve veces All-Pro Junior Seau fue uno de los samoanos estadounidenses más famosos en jugar en la NFL, habiendo sido elegido para el Mejor equipo de todos los tiempos de la NFL de los 1990s. El guarda de los Pittsburgh Steelers Troy Polamalu, que nació y creció en el territorio continental de Estados Unidos, es quizás el samoano más famoso en la NFL, no habiéndose cortado el pelo desde 2000 (y sólo porque un entrenador del USC le dijo que tenía que hacerlo) y llevándolo hacia abajo durante los partidos en honor a su herencia. La cultura del fútbol fue emitida en 60 Minutes el 17 de enero de 2010.
El instituto de atletas de Samoa Americana demostró sus capacidades del fútbol americano durante los juegos clasificatorios de Oceanía (Brisbane, Australia) en febrero de 2012 contra Australia donde Samoa Americana aplastó a Australia 93-7, convirtiéndose en el octavo equipo del mundo y consiguiendo el pase al Campeonato Mundial Sub-19 de la Federación Internacional de Fútbol Americano de 2012 (IFAF) en Austin, Texas (27 de junio a 7 de julio de 2012) donde las ocho (8) selecciones sub-19 de fútbol de todas las naciones del mundo compiten para ser el mejor equipo del mundo. 

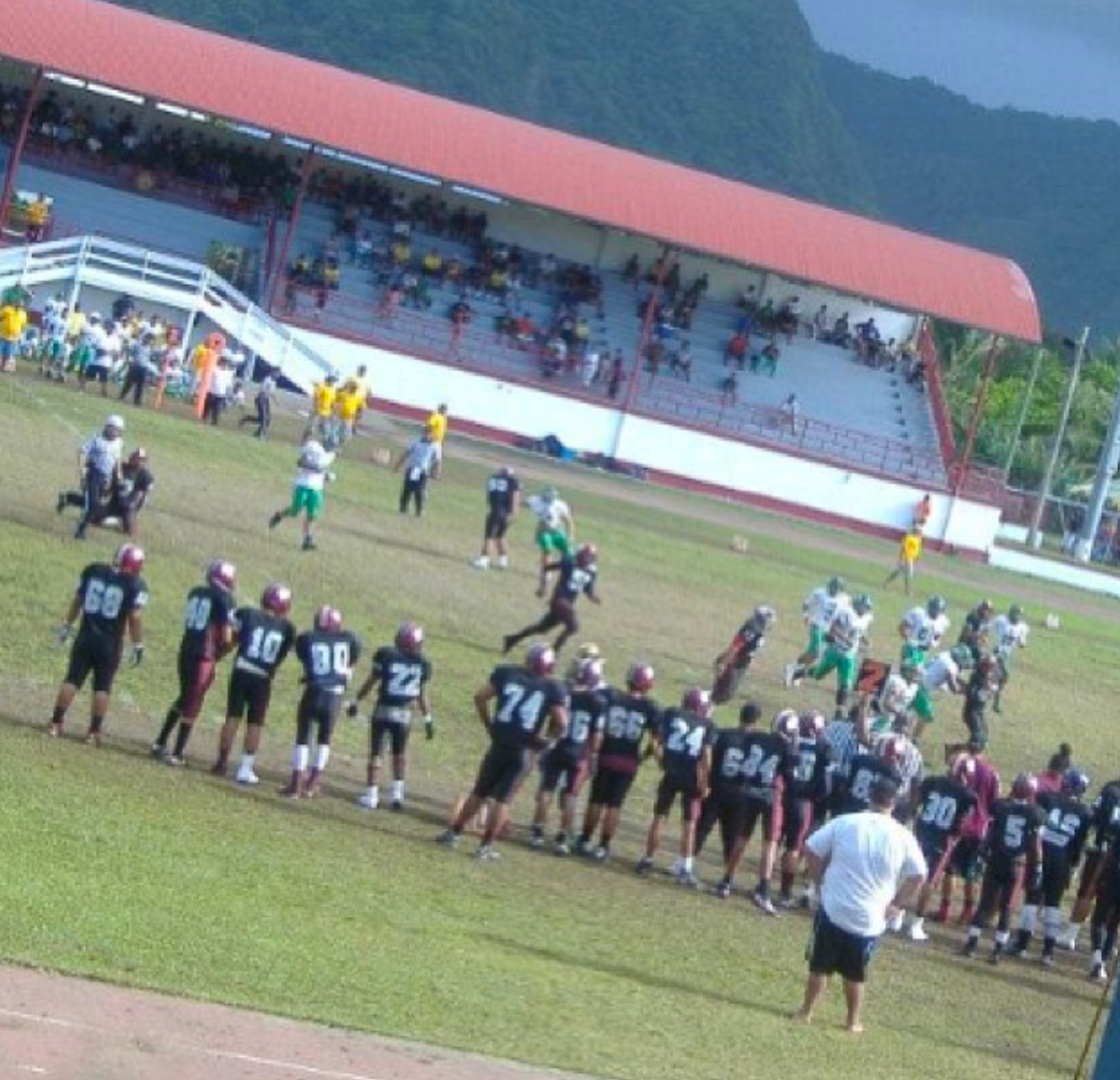
Partido de Fútbol Americano en Tutuila la isla más grande de la Samoa Americana

El equipo de Samoa Americana (8) fue el primer equipo en jugar y puntuar contra el equipo de los Estados Unidos (1), sin embargo perdió al final 27-6. El equipo de Samoa Americana se repuso de la derrota batiendo a Panamá (4) 51-0 y a Francia (6) 27-14 convirtiendo al equipo de Samoa Americana en la quinta posición en el Campeonato Mundial Sub-19 de la IFAF de 2012 y el reconocimiento mundial de la isla nación samoana.

### Rugby
El equipo rugby league nacional de Samoa Americana representa al país en la liga de rugby internacional. El equipo compitió en las competiciones de la Pacific Cup de 1988, 1992, 1998 y 2004. El equipo compitió también en las World Sevens de 2003 y 2004 clasificatorias de la World Sevens de 2005. El primer partido internacional de Samoa Americana en la Liga de Rugby internacional fue en 1988 en la Pacific Cup contra Tonga, Tonga ganó el partido 38-14 que es todavía hoy la mayor derrota sufrida por los de Samoa Americana. La mayor victoria de Samoa Americana fue en 2004 contra Nueva Caledonia con un marcador que terminó en 62-6.
Samoa Americana tiene emisión de la Liga de Rugby Nacional en Australia en la televisión pública.
Hay también una importante movilización que busca iniciar una competición entre los cuatro equipos de Samoa Americana.

### Fútbol

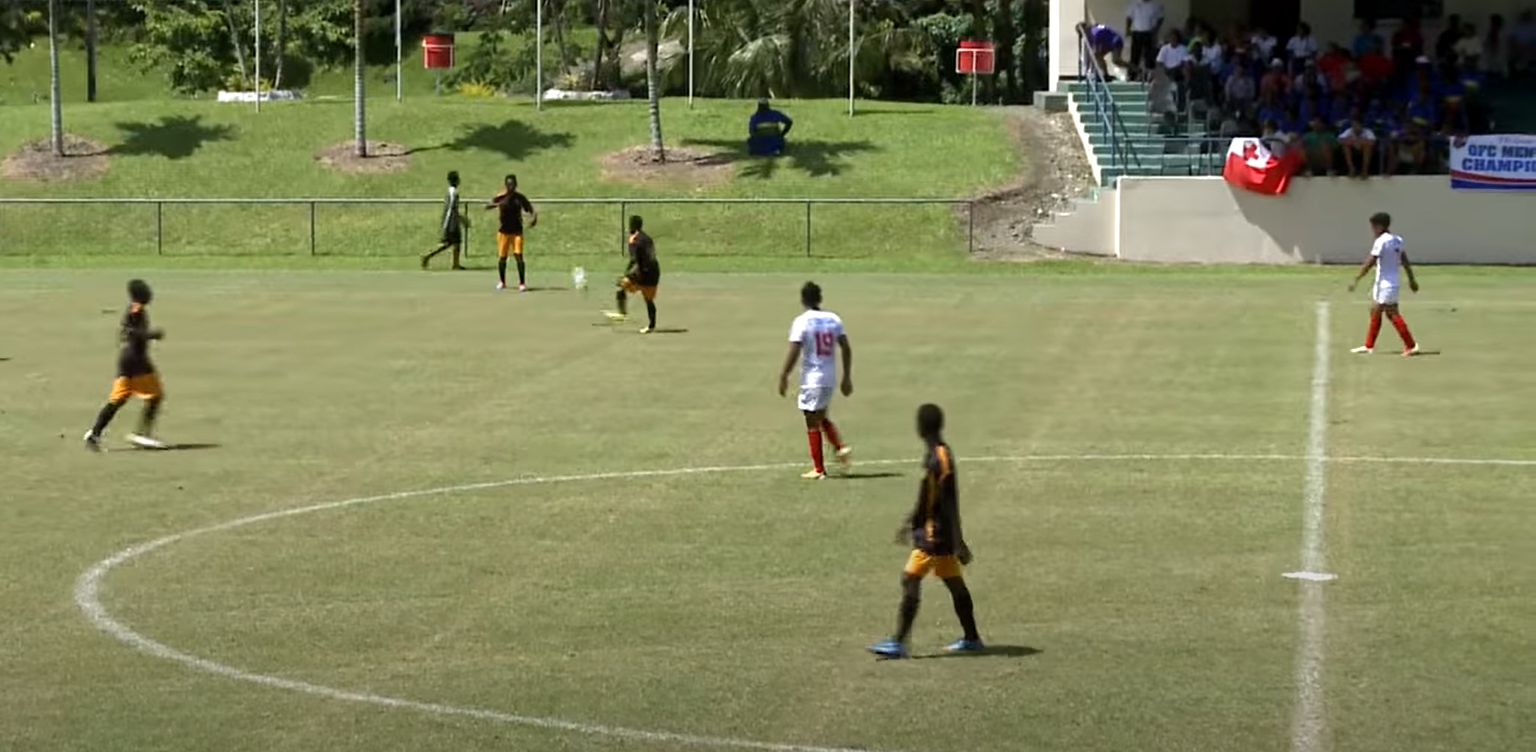
Partido en el Estadio de Fútbol Pago Park

La selección de Samoa Americana, aunque participa en los Juegos del Pacífico desde 1983, cuando logró su primera victoria (3-0 ante Wallis y Futuna), nunca logró la estabilidad deseada, y desde ese entonces sufre grandes goleadas frente a selecciones de mayor nivel, como Fiyi, las Islas Salomón o Vanuatu. Pero a pesar de haber jugado su primer partido en 1983, es controlada por la Federación de Fútbol de Samoa Americana de manera oficial desde 1994. La federación ingresó en la FIFA en 1998.
Es conocida por haber sufrido la peor derrota en la historia del fútbol internacional, 31-0 ante Australia, el 11 de abril de 2001 por las eliminatorias para el Mundial de 2002. El 22 de noviembre de 2011 consiguió la primera victoria desde que es miembro de la FIFA, fue ante Tonga por 2-1. También entró en la historia por alinear a Johnny Saelua, el primer futbolista transexual en jugar con una selección nacional.
A nivel de clubes, la primera división es la Liga de Fútbol FFAS, que involucra a 8 equipos de los cuales el campeón se clasifica para la fase preliminar de la Liga de Campeones de la OFC. Siguiendo la pirámide divisional del país, debajo se encuentra la segunda división.

### Sumo

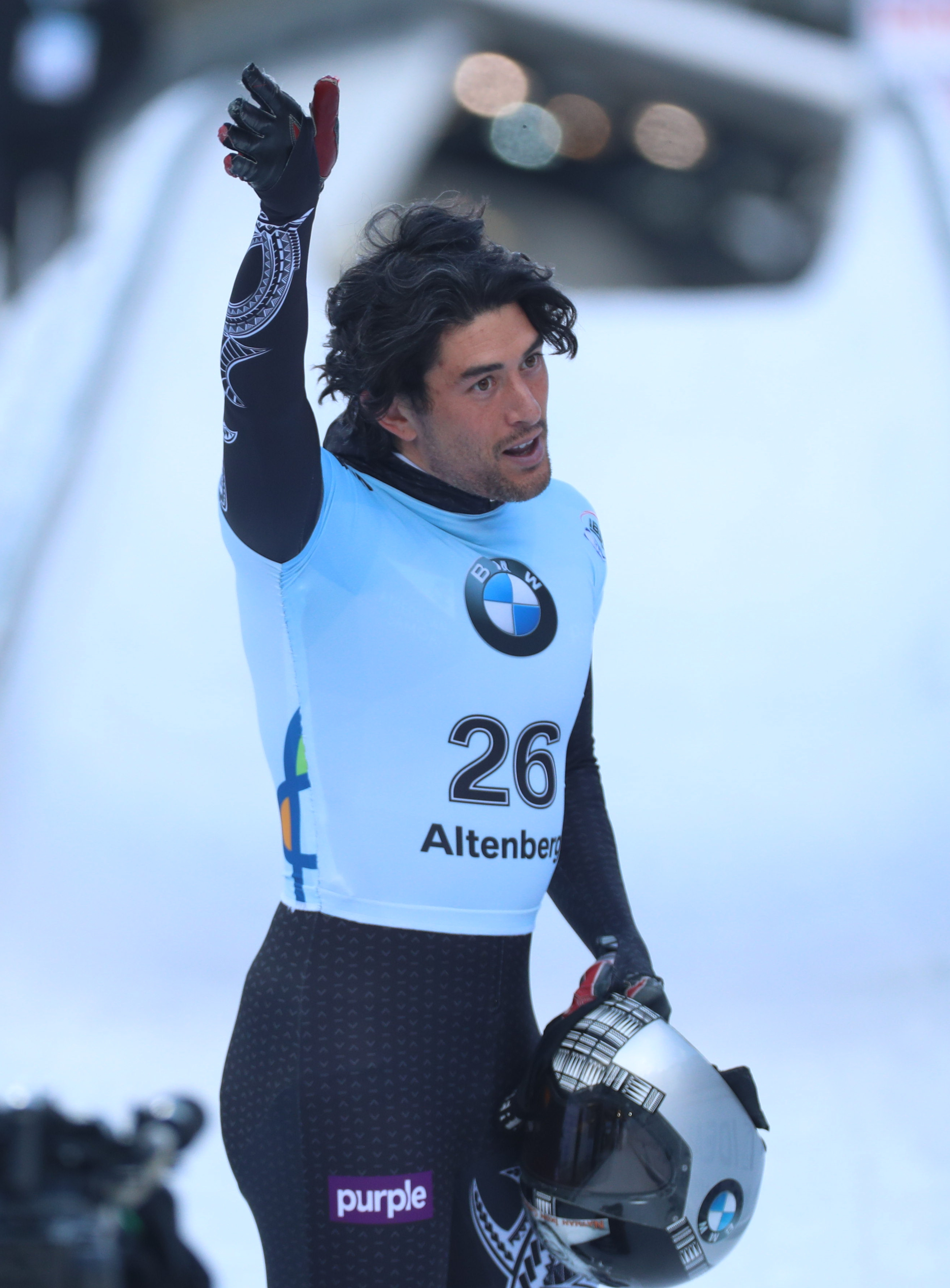
Nathan Crumpton representando a Samoa Americana en los Juegos Olímpicos de Invierno de Pekín 2022

Algunos luchadores samoanos de sumo, siendo los más famosos Musashimaru y Konishiki VI, han alcanzado los rangos más altos del sumo (yokozuna y ōzeki) en Japón.

### Lucha libre profesional
Algunos atletas de Samoa Americana son muy conocidos en lucha libre profesional, especialmente la familia Anoa'i, que fueron luchadores muy conocidos durante los 80 y 90. La WWE ha empleado a muchos miembros de la familia Anoa'i, incluyendo a The Wild Samoans, Umaga, Rikishi, The Usos, Roman Reigns o The Rock. También es conocido el luchador Samoa Joe, que compitió en dicha empresa.